# Lista de primatas do Brasil

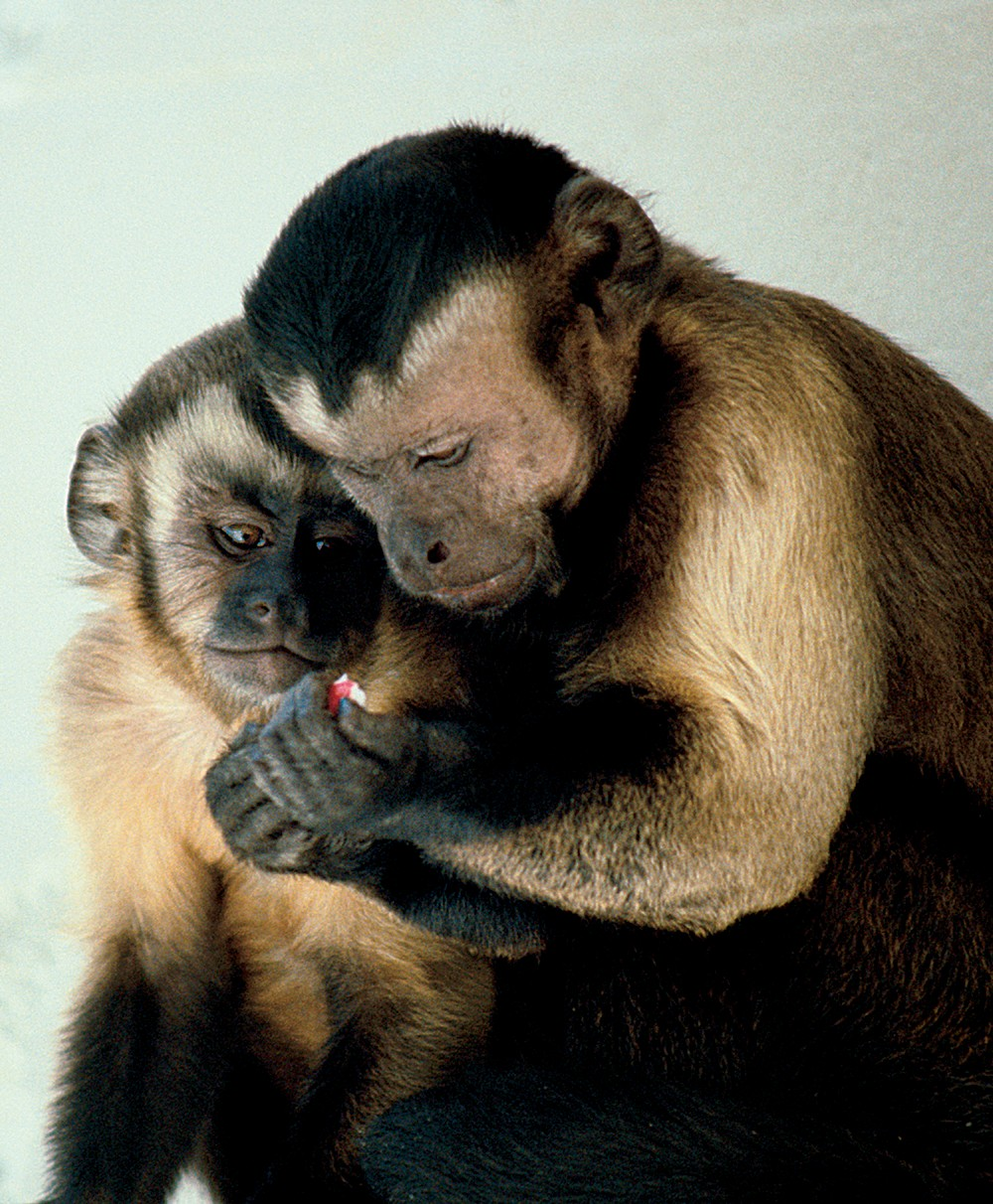
O Brasil é o país com o maior número de espécies de primatas conhecidas.

O Brasil é o país com o maior número de primatas conhecidos. Excluindo o ser humano, são cerca de 118 espécies distribuídas em 4 famílias e 19 gêneros. Muitas espécies foram descobertas recentemente, e cerca de 10 foram descritas desde 1995. Mesmo em áreas muito fragmentadas, como na Mata Atlântica, espécies novas foram descritas, como o mico-leão-de-cara-preta (Leontopithecus caissara) e duas espécies de guigó, Callicebus coimbrai e Callicebus barbarabrownae, todas descritas na década de 1990.  Todas as famílias e quase todos os gêneros de espécies de primatas americanos ocorrem no Brasil (apenas o gênero Oreonax não ocorre no Brasil, sendo endêmico do Peru), e alguns gêneros e linguas, como Leontopithecus, Brachyteles, Callibella, Callithrix são endêmicos do país.
Taxonomicamente, todos os macacos brasileiros são Platyrrhini (enquanto os humanos são os únicos Catarrhini da América). A classificação dos primatas brasileiros é a seguinte:
- Subfamília Atelinae: macacos-aranhas, macacos-barrigudo e muriquis

- Família Cebidae
  - Subfamília Cebinae: macacos-pregos
  - Subfamília Saimiriinae: macacos-de-cheiro
- Família Callitrichidae: saguis e micos-leões
- Família Pitheciidae
  - Subfamília Callicebinae: sauás ou guigós
  - Subfamília Pitheciinae: parauaçus, cuxiús e uacaris

O bioma que mais possui espécies de primatas no Brasil é a Amazônia, com cerca de 92 espécies registradas. A Mata Atlântica vem em seguida, com 24 espécies. O Cerrado e o Pantanal possuem 5 espécies, a Caatinga, possui 7, e somente uma espécie ocorre no Pampa gaúcho. Algumas espécies possuem distribuição geográfica muito restrita, como observado com várias espécies de saguis e os micos-leões. As espécies do gênero Sapajus (macacos-pregos) possuem as distribuições geográficas mais amplas, assim como os bugios, sendo que Alouatta caraya possui a distribuição geográfica mais ampla de todos os macacos brasileiros. Em contrapartida, o mico-leão-de-cara-preta possui a menor área de ocorrência nativa conhecida, ocorrendo exclusivamente no litoral norte do Paraná e partes do litoral sul de São Paulo. Outras espécies tiveram a ocorrência radicalmente reduzida por conta de alterações no habitat, como observado no mico-leão-preto e no mico-leão-dourado.
Todos os macacos brasileiros possuem hábito arborícola e não excedem, geralmente, mais do que 10 kg de peso. Os muriquis são os maiores primatas não-humanos brasileiros, possuindo até 13 kg de peso, mas usualmente, pesam cerca de 9 kg. Os macacos-aranhas e os bugios vêm em segundo lugar como os maiores macacos do país, tendo entre 6 e 10 kg de peso. Os saguis são os menores macacos, inclusive do mundo, e o sagui-leãozinho (Cebuella pygmae) não excede 165 g, sendo o menor primata do Brasil.
Diversas espécies brasileiras encontram-se em risco de extinção, segundo a IUCN, o ICMBio e o MMA. O ICMBio e o MMA, em sua lista de animais ameaçados do Brasil de 2014, considera que 35 espécies e subespécies de primatas estão ameaçadas de extinção no país, a maior parte na Mata Atlântica. Esse número aumentou significativamente comparado a lista anterior de 2003. As espécies de maior porte, como as da subfamília Atelinae, são as que correm maior risco, e todas dessa categoria taxonômica encontram-se em algum grau de ameaça. Algumas espécies não estão em grave risco de extinção, mas algumas subespécies estão em grave risco, como observado com Alouatta guariba, que é considerado como estado "pouco preocupante" pela IUCN, as a subespécie Alouatta guariba guariba está na eminência de se tornar extinta. A destruição do habitat, principalmente devido a substituição por campos cultivados e extração de madeira, é a principal ameaça à sobrevivência dos primatas brasileiros. A caça ilegal, seja como alimento ou para comércio ilegal de animais silvestres também é uma grave ameaça. A caça é particularmente destrutiva em populações fragmentadas e isoladas, o que é uma constante na Mata Atlântica.
A criação de unidades de conservação são iniciativas importantes na preservação das espécies de primatas brasileiros. A criação de reservas particulares também têm sido importantes na preservação de algumas espécies, como o muriqui-do-norte. Outras espécies possuem apoio muito mais amplo na preservação, como é o caso do mico-leão-dourado, do mico-leão-preto e do mico-leão-de-cara-preta.
A seguinte lista foi baseada em Paglia et al (2012). A classificação das famílias e subfamílias foi baseada no Mammals Species of the World.

## Chave

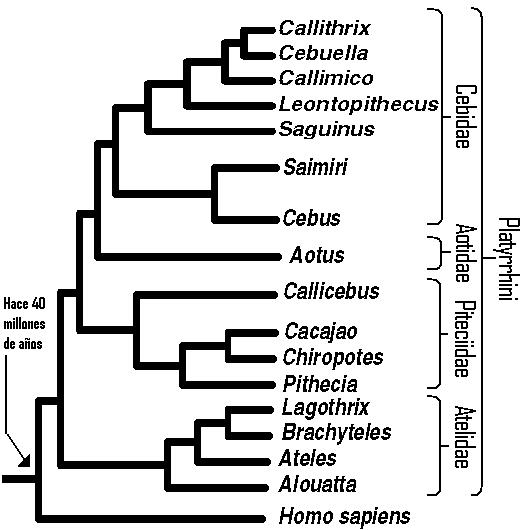
O Brasil possui a maior diversidade de primatas do mundo.

| Nome científico | Nome científico da espécie                                                                               |
| Nome vernáculo  | Nome vernáculo da espécie em português, que pode ser um termo genérico a outras espécies do mesmo gênero |
| Estado IUCN     | Estado de conservação segundo a IUCN                                                                     |
| Ocorrência      | Mapa de distribuição de acordo com a IUCN                                                                |
| Descrição       | Breve descrição da espécie                                                                               |

## Espécies de primatas brasileiros da família Aotidae
| Nome científico                     | Nome vernáculo  | Imagem | Estado IUCN       | Ocorrência | Descrição |
| ----------------------------------- | --------------- | ------ | ----------------- | ---------- | --- |
| Aotus azarae (Humboldt, 1811)       | Macaco-da-noite |        | Pouco preocupante |            | Espécie com pescoço vermelho, pelagem longa de cor que varia do cinza ao beje claro no dorso e laranja esbranquiçado no ventre. Faixas da cabeça são estreitas. Pouco dimorfismo sexual, com machos e fêmeas com peso semelhante, entre 990 g e 1500 g. Habita principalmente matas de galeria e a zona ripária em áreas do Chaco e do Cerrado, ocorrendo também em mangues e na Mata dos cocais. Três subespécies foram descritas: A. a. azarae, A. a. boliviensis e A. a. infulatus.                                           |
| Aotus nancymaae (Hershkovitz, 1983) | Macaco-da-noite |        | Pouco preocupante |            | Espécie com pescoço vermelho, apresentando dorso de cor cinzenta e agouti, faixa preta dorsal e ventre de cor laranja pálido. Machos pesam cerca de 794,5 g e as fêmeas pesam 780,2 g. Habita as densas florestas alagáveis da Amazônia. |
| Aotus nigriceps (Dollman, 1909)     | Macaco-da-noite |        | Pouco preocupante |            | Apresenta pescoço vermelho, com pelagem do corpo de cor cinza com a parte inferior do corpo de cor laranja com tons brancos. As faixas na cabeça são amplas e áreas brancas na face são conspícuas. Machos pesam em média 875 g e fêmeas pesam 1040 g. Habita áreas de floresta primária na Amazônia. |
| Aotus trivirgatus (Humboldt, 1811)  | Macaco-da-noite |        | Pouco preocupante |            | Até a revisão taxonômica de Philip Hershkovitz, o gênero Aotus era considerado monotípico, tendo apenas A. trivirgatus como integrante. É uma espécie de pescoço cinzento, apresentando o restante do corpo com essa tonalidade, que varia de um agouti amarronzado ao agouti acinzentado. A três faixas na face são marrons e a pelagem da face é cinza, ao contrário dos outros macacos-da-noite (que é branca). Os machos pesam cerca de 813 g e as fêmeas pesam 736 g. Habita florestas chuvosas e secas no bioma amazônico. |
| Aotus vociferans (Spix, 1823)       | Macaco-da-noite |        | Pouco preocupante |            | Espécie de pescoço cinzento, com pelagem do corpo amarronzada, e partes inferiores brancas, com mãos e pés pretos. As faixas da face são grossas e marrons, e a parte branca se reduz a duas pequenas manchas acima dos olhos. Machos pesam 708g e fêmeas 698 g. Habita florestas alagáveis e pântanos da Amazônia entre 200 e 900 m de altitude. |

## Espécies de primatas brasileiros da família Atelidae
| Nome científico                       | Nome vernáculo         | Imagem | Estado IUCN       | Ocorrência | Descrição |
| ------------------------------------- | ---------------------- | ------ | ----------------- | ---------- | --- |
| Alouatta belzebul (Linnaeus, 1766)    | Guariba-de-mãos-ruivas |        | Vulnerável        |            | Macaco de cor preta, com mãos, pés, ponta da cauda e às vezes a testa e o dorso variando do amarelo ao ruivo. Machos são maiores que as fêmeas, pesando, respectivamente entre 6,5 e 8 kg e 4,5 e 6,2 kg. Habita florestas primárias se secundárias na Amazônia e na Mata Atlântica do Nordeste brasileiro. |
| Alouatta caraya (Humboldt, 1812)      | Bugio-do-pantanal      |        | Pouco preocupante |            | Espécie sexualmente dicromática, com machos adultos sendo totalmente pretos e fêmeas e subadultos de cor amarelo pálido ou loiro. Machos são maiores que as fêmeas, pesando entre 5,6 e 9,6 kg e 3,6 e 6,5 respectivamente. Habita a zona ripária e matas ciliares do Cerrado, da Caatinga e dos Pampas, e também a floresta semidecidual na Mata Atlântica. |
| Alouatta discolor (Spix, 1823)        | Guariba-de-mãos-ruivas |        | Vulnerável        |            | Cor da pelagem varia do marrom ao preto, com mãos, pés, ponta da cauda e o dorso variando do amarelo ao ruivo. Machos são maiores que as fêmeas, pesando, respectivamente entre 6,5 e 8 kg e 4,5 e 6,2 kg. Habita florestas primárias e secundárias na Amazônia. Outrora era classificado como subespécie de A. belzebul. |
| Alouatta guariba (Humboldt, 1812)     | Bugio-ruivo            |        | Pouco preocupante |            | Macaco de cor marrom, variando do preto ao ruivo. Descritas duas subespécies: A. g. clamitans, que ocorre no sudeste e sul do Brasil, apresentando dicromatismo sexual, com machos sendo ruivos e fêmeas marrom escuro; e A. g. guariba, que ocorre no leste e nordeste do Brasil, não apresentando dicromatismo sexual. Machos pesam entre 5,3 e 7,2 kg, enquanto fêmeas pesam entre 4,1 e 5 kg. Habita todos os tipos de ecossistemas florestais na Mata Atlântica, sendo encontrando também na Mata de Araucárias no sul do Brasil. |
| Alouatta juara (Elliot, 1910)         | Bugio-ruivo            |        | Pouco preocupante |            | Macaco de pelagem marrom-avermelhada, não apresentando dicromatismo sexual, com região do manto e terço final da cauda de cor mais clara. Os machos pesam entre 5,4 e 9 kg e as fêmeas pesam entre 4,1 e 7 kg. Habita todos os ecossistemas florestais do bioma amazônico. Algumas classificações o consideram subespécie de A. seniculus. |
| Alouatta macconnelli (Linnaeus, 1766) | Bugio-ruivo            |        | Pouco preocupante |            | Apresenta pelagem marrom-avermelhada com o dorso de cor amarelada ou dourada. Machos pesam entre 5,4 e 9 kg e as fêmeas entre 4,1 e 7 kg. Habita todos os ecossistemas florestais do bioma amazônico e parte sul-americana do Caribe. |
| Alouatta nigerrima (Lönnberg, 1941)   | Bugio-preto            |        | Pouco preocupante |            | Macaco de cor preta, sem dicromatismo sexual. Pouco estudada, sabe-se que indivíduos pesam entre 4,9 e 8 kg. Já foi considerado como subespécie de A. belzebul, sendo que Gregorin (2006) considera sinônimo de A. discolor. Habita todos os ecossistemas florestais no bioma amazônico. |
| Alouatta puruensis (Lönnberg, 1941)   | Bugio-ruivo            |        | Pouco preocupante |            | Semelhante a A. seniculus e A. juara, ao qual também é classificado como subespécie para alguns autores, diferencia-se por apresentar dicromatismo sexual, com machos tendo cor ruiva escura e dorso dourado, e fêmeas de cor mais clara. Machos pesam entre 5,4 e 9 kg e fêmeas entre 4,1 e 7 kg. Habita todos os ecossistemas florestais no bioma amazônico. |
| Alouatta seniculus (Linnaeus, 1766)   | Bugio-ruivo            |        | Pouco preocupante |            | Semelhante a A. puruensis e A. juara, é a espécie ao qual já foi incluída A. puruensis e A. juara como subespécies. Diferencia-se por apresentar dicromatismo sexual, com machos tendo cor ruiva escura e dorso dourado, e fêmeas de cor mais clara. Apresenta dorso e cauda de cor dourada opaca. Machos pesam entre 5,4 e 9 kg e fêmeas entre 4,1 e 7 kg. Habita todos os ecossistemas florestais no bioma amazônico. |
| Alouatta ululata (Elliot, 1912)       | Guariba-de-mãos-ruivas |        | Em perigo         |            | Outrora classificado como subespécie de A. belzebul, é muito semelhante a este, diferenciando-se por apresentar dicromatismo sexual. Os machos são pretos com mãos, pés, flancos e cauda de cor ruiva e as fêmeas são amarelo amarronzadas com esparsos pelos cinzas. Não há dados sobre o peso dessa espécie. Habita ecossistemas florestais na Mata dos cocais e na Caatinga. |

| Nome científico                          | Nome vernáculo                   | Imagem | Estado IUCN            | Ocorrência | Descrição |
| ---------------------------------------- | -------------------------------- | ------ | ---------------------- | ---------- | --- |
| Ateles belzebuth (É. Geoffroy, 1806)     | Coatá ou macaco-aranha           |        | Em perigo              |            | Espécie de corpo inteiramente preto, se distinguindo das demais por apresentar ventre e partes internas dos membros e da cauda de cor amarelo esbranquiçada. Face sem pelos com um triângulo amarelo esbranquiçado acima dos olhos. Os machos pesam em média 8,3 kg e as fêmeas cerca de 7,9 kg. Habita áreas de floresta primária na Amazônia, principalmente a floresta de terra firme. |
| Ateles chamek (Humboldt, 1812)           | Macaco-aranha-de-cara-preta      |        | Em perigo              |            | Espécie semelhante a A. paniscus, mas de aparência mais esguia e com pelos pretos na face. A pelagem é inteiramente preta, exceto na região genital que é cinza-prateada. Machos pesam cerca de 7 kg e as fêmeas pesam cerca de 5 kg. Habita áreas de floresta primária na Amazônia, principalmente a floresta de terra firme, mas também ocorre na mata de igapó e na floresta semidecidual. |
| Ateles marginatus (E. Geoffroy, 1809)    | Macaco-aranha-de-cara-branca     |        | Em perigo              |            | Comparada com os outro macacos-aranhas, essa espécie é menor. A pelagem é totalmente preta, exceto na testa e nas bochechas, que é branca. Machos pesam cerca de 10,4 e as fêmeas cerca de 5,8 kg. Habita áreas de floresta primária na Amazônia, mas também ocorre na zona ripária e em florestas secas de ambientes savânicos. |
| Ateles paniscus (Linnaeus, 1758)         | Macaco-aranha                    |        | Vulnerável             |            | Pela longa, grossa e de cor inteiramente preta, com a face desprovida de pelos de cor vermelha ou rosa escura. Machos tipicamente são maiores que as fêmeas pesando 9,1 kg em média, enquanto as fêmeas pesam 8,4 kg em média. Habita áreas de floresta primária na Amazônia, sendo raros em áreas de borda ou em florestas degradadas. |
| Brachyteles arachnoides (Geoffroy, 1806) | Muriqui-do-sul ou mono-carvoeiro |        | Em perigo              |            | A cor da pelagem varia do bege ao marrom claro ou cinza claro, apresentando mãos, pés e a face de cor pretas. Frequentemente apresentam ventres proeminentes. Não há dimorfismo sexual exceto no tamanho dos caninos, que são mais longos nos machos, e machos pesam cerca de 10,4 kg e as fêmeas cerca de 8,5 kg. Habita a floresta ombrófila densa e a floresta semidecidual na Mata Atlântica entre 400 e 1500 m de altitude nos estados de São Paulo e Paraná, outrora ocorrendo no planalto paulista.                                 |
| Brachyteles hypoxanthus (Wied, 1820)     | Muriqui-do-norte                 |        | Criticamente em perigo |            | Semelhante a B. arachnoides, apresentando como principal diferença manchas rosas na face e nas mãos quando adultos. Não há dimorfismo sexual, incluindo no tamanho dos caninos, com machos pesando entre 9,2 e 9,6 kg e as fêmeas pesando entre 6,8 e 8,8 kg. Habita a floresta ombrófila densa e a floresta semidecidual na Mata Atlântica entre 250 e 1350 m de altitude nos estados de Minas Gerais, Espírito Santo e Rio de Janeiro, embora a maior parte dos indivíduos encontrados atualmente estão na RPPN Feliciano Miguel Abdala. |
| Lagothrix cana (É. Geoffroy, 1812)       | Macaco-barrigudo                 |        | Em perigo              |            | Semelhante a L. lagothricha, apresenta coloração mais acinzentada. Machos frequentemente são maiores que as fêmeas, apresentando longos caninos e podendo pesar até 10 kg, enquanto as fêmeas pesam entre 5 e 7 kg. Foram descritas duas subespécies: L. c. cana e L. c. tschudii. Habita florestas primárias e secundárias do bioma amazônico. |
| Lagothrix lagotricha (Humboldt, 1812)    | Macaco-barrigudo                 |        | Vulnerável             |            | A cor da pelagem varia consideravelmente, desde um loiro pálido até marrom escuro. Pode apresentar uma faixa Coronal branca. Machos frequentemente são maiores que as fêmeas, apresentando longos caninos e podendo pesar até 10 kg, enquanto as fêmeas pesam entre 5 e 7 kg. Duas subespécies descritas: L. l. lagothricha e L. l. lugens (endêmica da Colômbia). Habita florestas primárias e secundárias no bioma amazônico até 3 000 m de altitude.                                                                                    |
| Lagothrix poeppigii (Schinz, 1844)       | Macaco-barrigudo                 |        | Vulnerável             |            | A cor da pelagem varia consideravelmente, desde um amarela acinzentado até marrom escuro, quase preto. Cabeça, mãos, pés, parte inferior dos membros e ventre são pretos. Machos frequentemente são maiores que as fêmeas, apresentando longos caninos e podendo pesar até 10 kg, enquanto as fêmeas pesam entre 5 e 7 kg. Habita florestas primárias e secundárias do bioma amazônico. |

## Espécies de primatas brasileiros da família Cebidae
| Nome científico                            | Nome vernáculo                | Imagem | Estado IUCN            | Ocorrência | Descrição |
| ------------------------------------------ | ----------------------------- | ------ | ---------------------- | ---------- | --- |
| Cebus albifrons (Humboldt, 1812)           | Caiarara                      |        | Pouco preocupante      |            | Apresenta pelagem de cor cinzenta amarronzada e pálida, com membros de cor mais escura. A pelagem da fronte é de cor creme, como uma camada de pelos pretos ao redor. A face é sem pelos de rosa. Pesa entre 2,3 e 2,6 kg. A subespécie C. unicolor, que ocorre ao sul do rio Amazonas tem sido considerada como espécie separada, de acordo com Boubli et al (2012), enquanto C. albifrons ocorre ao norte desse rio. Habita florestas deciduais, matas de galeria e manguezais no bioma amazônico. |
| Cebus kaapori (Queiroz, 1992)              | Caiarara                      |        | Criticamente em perigo |            | Apresenta forma mais esguia que os outros Cebus, tendo pelagem marrom cinzenta, que fica mais clara nos flancos. A face é de cor prateada. Machos pesam cerca de 3 kg e as fêmeas 2,4 kg. Habita florestas de terras baixas até 200 m acima do nível do mar. Está gravemente ameaçado de extinção, dado que ocorre em área com intenso desmatamento. |
| Cebus olivaceus (Schomburgk, 1848)         | Caiarara                      |        | Pouco preocupante      |            | Apresenta coloração marrom, com partes pretas no dorso e membros. Testa de cor preta com um desenho em "V" que se une ao nariz por meio de uma fina listra preta. Machos pesam entre 3 e 4,2 kg e as fêmeas entre 2,3 e 3 kg. Habita florestas úmidas até 2 000 m de altitude. |
| Sapajus apella (Linnaeus, 1758)            | Macaco-prego                  |        | Pouco preocupante      |            | Os machos possuem entre 38 e 46 cm de comprimento, e a cauda tem entre 38 e 39 cm; pesam entre 2,3 e 4,8 kg. As fêmeas pesam entre 1,3 e 3,4 kg. A pelagem é comprida e densa, com o tronco tendo uma coloração marrom escura, com as pares ventrais avermelhadas ou amareladas. Os membros, o topete e a cauda são pretos. Habita todos os tipos de floresta em sua área de distribuição geográfica. Silva Jr (2001) considerou as espécies de macacos-prego da Amazônia como duas: uma do oeste amazônico, Sapajus macrocephalus; e uma do leste, Sapajus apella. Alguns estudos genéticos sugerem que essas duas espécies não são separadas. Se reconhece duas subespécies de S. apella: S. a. apella e S. a. margaritae. |
| Sapajus cay (Illiger, 1815)                | Macaco-prego                  |        | Pouco preocupante      |            | É uma espécie relativamente pequena, sem dimorfismo sexual. Tem entre 40 e 45 cm de comprimento, com a cauda tendo entre 41 e 47 cm; pesa entre 3 e 3,5 kg. Sua coloração é variável, mas geralmente é de uma amarelo pálido, e o topete varia do pálido até um marrom escuro, e é formado por dois tufos de pelos se assemelhando a cornos. Existe uma pequena barba branca. Habita florestas de galeria em ambientes abertos do Mato Grosso e Mato Grosso do Sul, no Brasil. Apesar disso, não ocorre no Chaco boliviano. Ocorre nos Yungas, no sul da Bolívia e norte da Argentina, apesar de que essa população não parece contínua com nenhuma outra conhecida. Segundo Silva Jr (2001), é uma espécie separada, Sapajus cay, mas já foi considerado subespécie de Sapajus libidinosus.                                          |
| Sapajus flavius (Schreber, 1774)           | Macaco-prego-galego           |        | Criticamente em perigo |            | Possui entre 36,8 e 40 cm de comprimento, com a cauda tendo até 42 cm. Os machos pesam entre 2,9 e 3 kg, e as fêmeas entre 1,8 e 2,5 kg. A pelagem é uniformemente dourada, e as partes inferiores dos membros são mais escuras. Não possui topete aparente. Possui longos pelos no pescoço. As mãos e pés são pretos. A face é rosada e os olhos são marrons. Habita principalmente os pequenos fragmentos de floresta secundária da Mata Atlântica do Nordeste Brasileiro, mangues e até canaviais.Sua identidade e linhagem eram desconhecidas até 2005, quando um espécime foi descrito, e até considerado uma espécie nova, Cebus queirozi. De Oliveira & Langguth (2006) demonstraram que se tratava de Simia flavia, descrito por Johann Christian Daniel von Schreber, em 1774, e classificaram a espécie como Cebus flavius. |
| Sapajus libidinosus (Spix, 1823)           | Macaco-prego                  |        | Pouco preocupante      |            | Possui entre 34 e 44 cm de comprimento, com a cauda tendo entre 38 e 49 cm; pesam entre 1,3 e 4,8 kg. S. libidinosus possui pouco dimorfismo sexual. A coloração tende ao amarelo ou bege, com os membros de cor escura tendendo ao preto, assim como o topete, que possui forma espessa. É típico das formações xeromorfas, como a Caatinga e o Cerrado até 600 m acima do nível do mar. Ocorre nas florestas de galeria e nos brejos de altitude. São os únicos macacos do Novo Mundo que utilizam ferramentas espontaneamente em ambiente natural para quebrar cocos. |
| Sapajus macrocephalus (Spix, 1823)         | Macaco-prego                  |        | Pouco preocupante      |            | Os machos pesam entre 2,9 e 4,6 kg. As fêmeas são um pouco menores e pesam entre 1,3 e 3,4 kg. A coloração varia desde cinza-amarronzado até o marrom escuro. A testa é escura, mas não varia muito em indivíduos muito escuros, e pode ocorrer a presença de margens de cor branca na face, e uma faixa branca que vai desde a orelha aos olhos. O topete é frequentemente ausente. Habita florestas úmidas de terras baixas, incluindo a mata de igapó, florestas montana até 1800 m de altitude. |
| Sapajus nigritus (Goldfuss, 1809)          | Macaco-prego                  |        | Quase ameaçada         |            | O peso varia entre 2,6 e 4,8 kg. Possui tufos muito proeminentes, e a pelagem é de um marrom ou cinza escuro, com as partes ventrais tendendo a ser mais avermelhadas. As populações mais ao sul são pretos, e podem representar um grupo taxonômico distinto das populações mais ao norte. Típico da Mata Atlântica do sudeste brasileiro e o macaco-prego com a ocorrência mais ao sul que se conhece. Ocorre em um grande número de habitas florestais, desde florestas de galeria até florestas submontana e montana. É adaptável e sobrevive em áreas de floresta secundária. |
| Sapajus robustus (Kuhl, 1820)              | Macaco-prego-de-crista        |        | Em perigo              |            | Pesam entre 1,3 e 4,8 kg. A coloração do corpo é marrom escuro, quase preto. Os membros também possuem essa mesma cor. A face é de cor cinza escuro e o topete possui uma forma cônica e é alto. Os grupos possuem entre 8 e 10 indivíduos, com um ou 3 machos adultos. Alguns machos possuem uma proeminente crista sagital, o que lhe conferiu também o nome de macaco-prego-de-crista. Pouco se sabe sobre a biologia dessa espécie. Habita florestas tropicais úmidas e secas na Mata Atlântica, assim como áreas de Cerrado, próximas à Serra do Espinhaço e a Caatinga próxima ao rio Jequitinhonha. Ameaçado de extinção, estima-se que existam cerca de 8 000 indivíduos em liberdade, a maior parte deles na Reserva Biológica de Sooretama e na Reserva Natural Vale.                                                       |
| Sapajus xanthosternos (Wied-Neuwied, 1826) | Macaco-prego-de-peito-amarelo |        | Criticamente em perigo |            | Os machos pesam entre 2 e 4,8 kg e as fêmeas entre 1,3 e 3,4 kg. Possui a cauda e membros de cor preta, com a região ventral e do peito de cor amarela a avermelhada. A coroa não contrasta com o restante do corpo e muitas vezes é considerado uma exceção entre os macacos-pregos porque não possui tufos de pelo evidentes na cabeça. Habita florestas úmidas e submontanas, até florestas secas e semideciduais. Também é encontrado em áreas de Caatinga, mas somente em áreas úmidas perto de rios e morros. Acredita-se ser um dos mais raros macacos do Novo Mundo, e ocorre em áreas com intensa ocupação humana, desde a colonização pelo europeus. Aparentemente, existem cerca de 3000 em liberdade, mas nenhuma população é viável a longo prazo.                                                                       |

| Nome científico                                        | Nome vernáculo | Imagem | Estado IUCN       | Ocorrência | Descrição |
| ------------------------------------------------------ | -------------- | ------ | ----------------- | ---------- | --- |
| Saimiri boliviensis (I. Geoffroy and Blainville, 1834) | Mico-de-cheiro |        | Pouco preocupante |            | Machos pesam cerca de 1 kg e as fêmeas pesam cerca de 900 g. É sexualmente dicromático, com machos sendo cinzas e fêmeas mais pretas. Ambos apresentam a cabeça de cor preta, com mãos, pés e antebraços de cor amarela-dourada. Os arcos acima dos olhos são do tipo romano. Habita todas as florestas úmidas do oeste amazônico, desde florestas inundáveis ate a floresta de terra firme. |
| Saimiri sciureus (Linnaeus, 1758)                      | Mico-de-cheiro |        | Pouco preocupante |            | Apresenta pelagem cinzenta ou esverdeada ao vermelho agouti, com coroa de cor agouti. Arcos brancos acima dos olhos do tipo gótico. Mãos, pés e antebraços são amarelo dourado. Machos pesam entre 550 e 1 400 g e fêmeas entre 550 e 1 200 g. As subespécies S. s. cassiquiarensis (ocorre ao norte do rio Solimões), S. s. collinsi (ocorre na ilha de Marajó, no estuário do rio Amazonas) e S. s. macrodon (ocorre à oeste dos rios Japurá e Juruá) podem ser consideradas espécies separadas. Habita todos os ecossistemas florestas da Amazônia, desde florestas inundáveis, pantanosas e mangeuzais até as florestas de terra firme. |
| Saimiri ustus (I. Geoffroy, 1843)                      | Mico-de-cheiro |        | Pouco preocupante |            | Semelhante a S. sciureus, mas de porte um pouco maior, com machos pesando entre 710 e 1200 g e fêmeas pesando entre 620 e 880 g. Apresenta dorso de cor dourada, com pelagem agouti na cabeça, mãos, pés e antebraços de cor laranja ou amarela. Os arcos acima dos olhos são do tipo gótico. Habita florestas úmidas de terras baixas, incluindo a floresta de terra firme e a mata de igapó e florestas pantanosas. |
| Saimiri vanzolinii (Ayres, 1985)                       | Mico-de-cheiro |        | Vulnerável        |            | Apresenta a cabeça preta, que é contínua com uma faixa preta no dorso que se estende até à cauda. Os ombros são cinza com mãos, pés e antebraços de cor amarela. Os arcos acima dos olhos são do tipo romano. Os machos pesam cerca de 950 g e as fêmeas pesam cerca de 650 g. Endêmico do Brasil, ocorre apenas na Reserva de Desenvolvimento Sustentável Mamirauá, habitando principalmente a mata de igapó. |

### Subfamília Callitrichinae

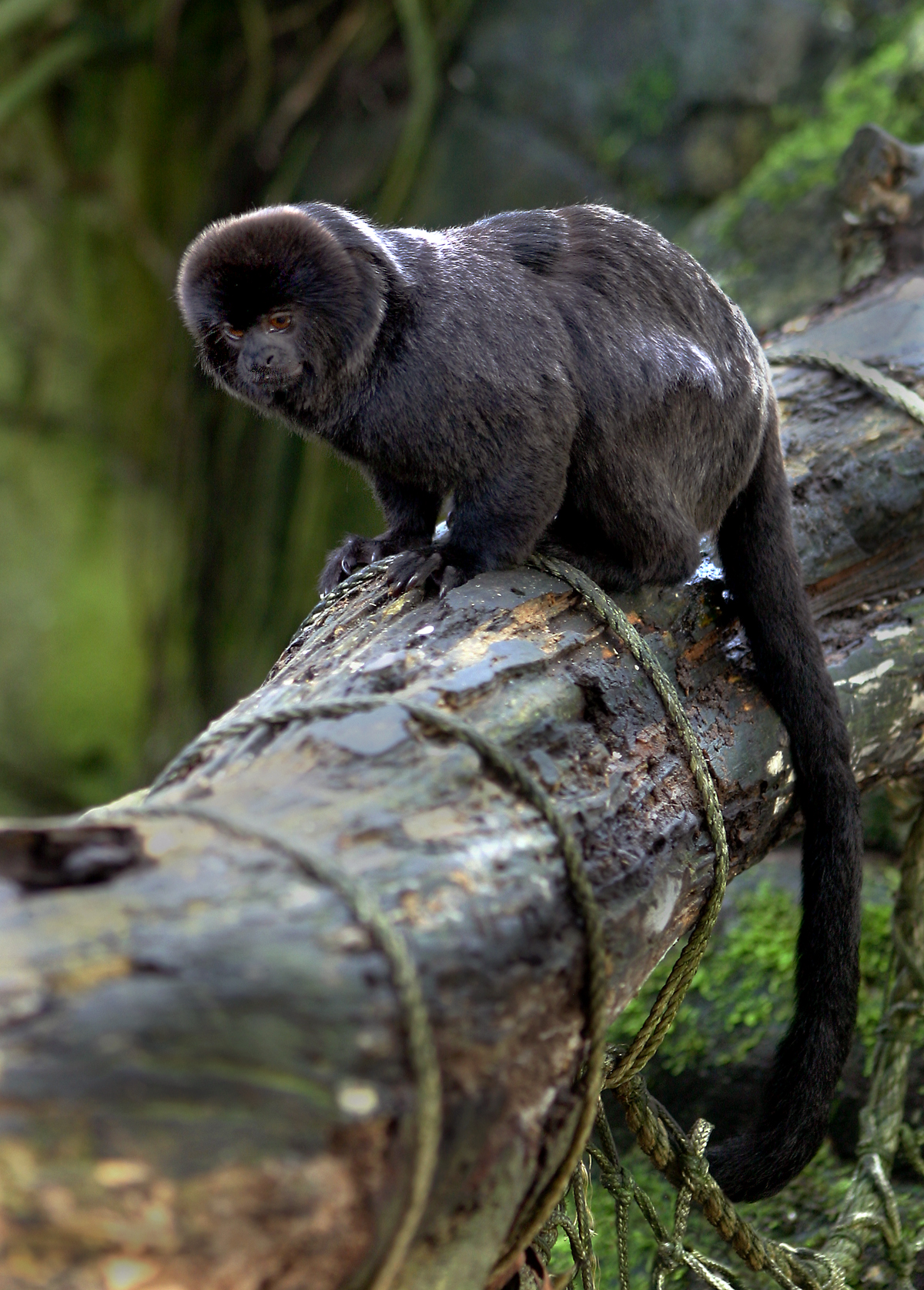
O sagui-goeldi (Callimico goeldii) ocorre na Amazônia

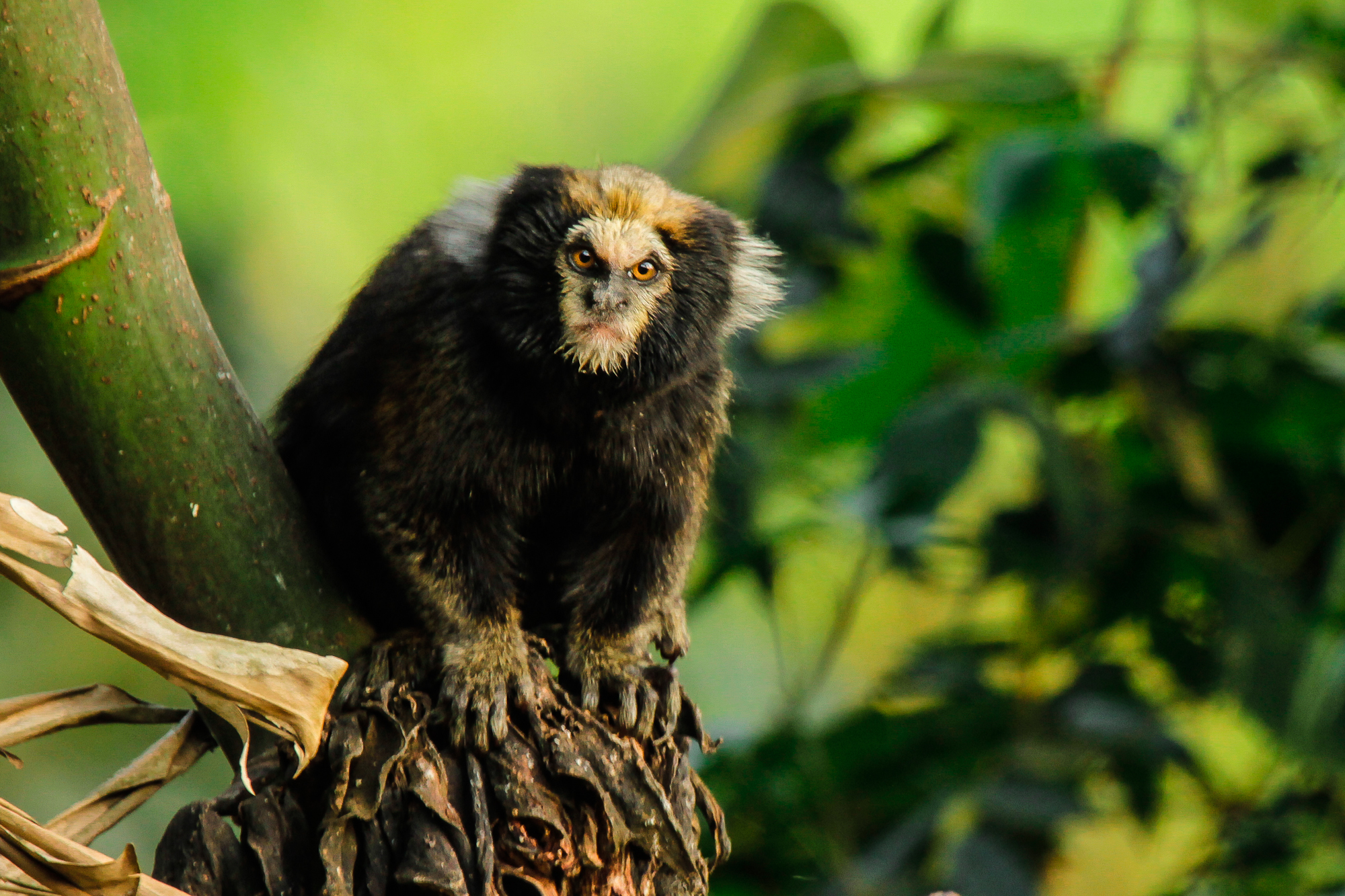
O sagui-da-serra-escuro (Callthrix aurita) ocorre em florestas montanhosas da Mata Atlântica

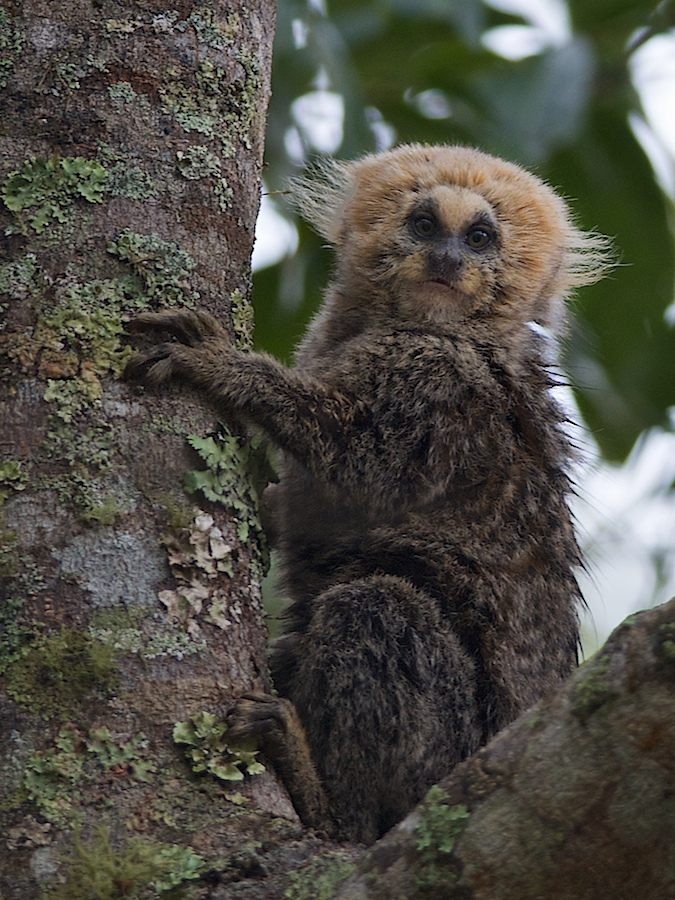
O sagui-da-serra (Callithrix flaviceps) é uma espécie ameaçada por conta do desmatamento da Mata Atlântica

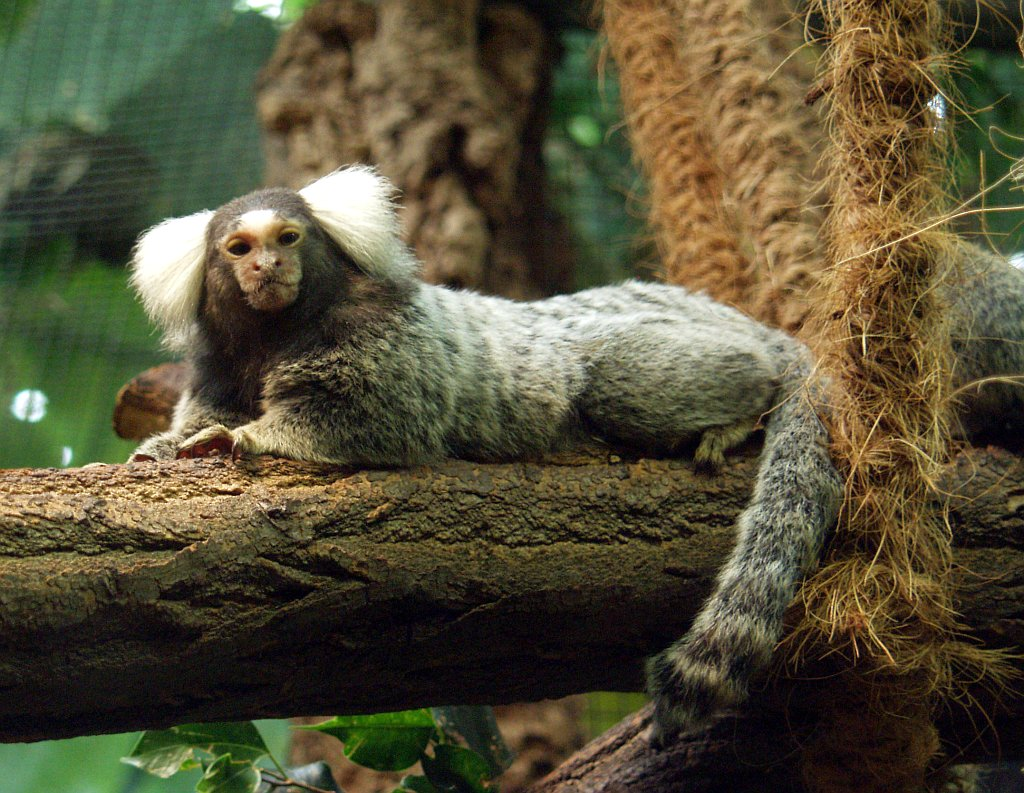
O sagui-de-tufos-brancos (Callithrix jacchus) é típico da região Nordeste, mas foi introduzido em outros locais do Brasil

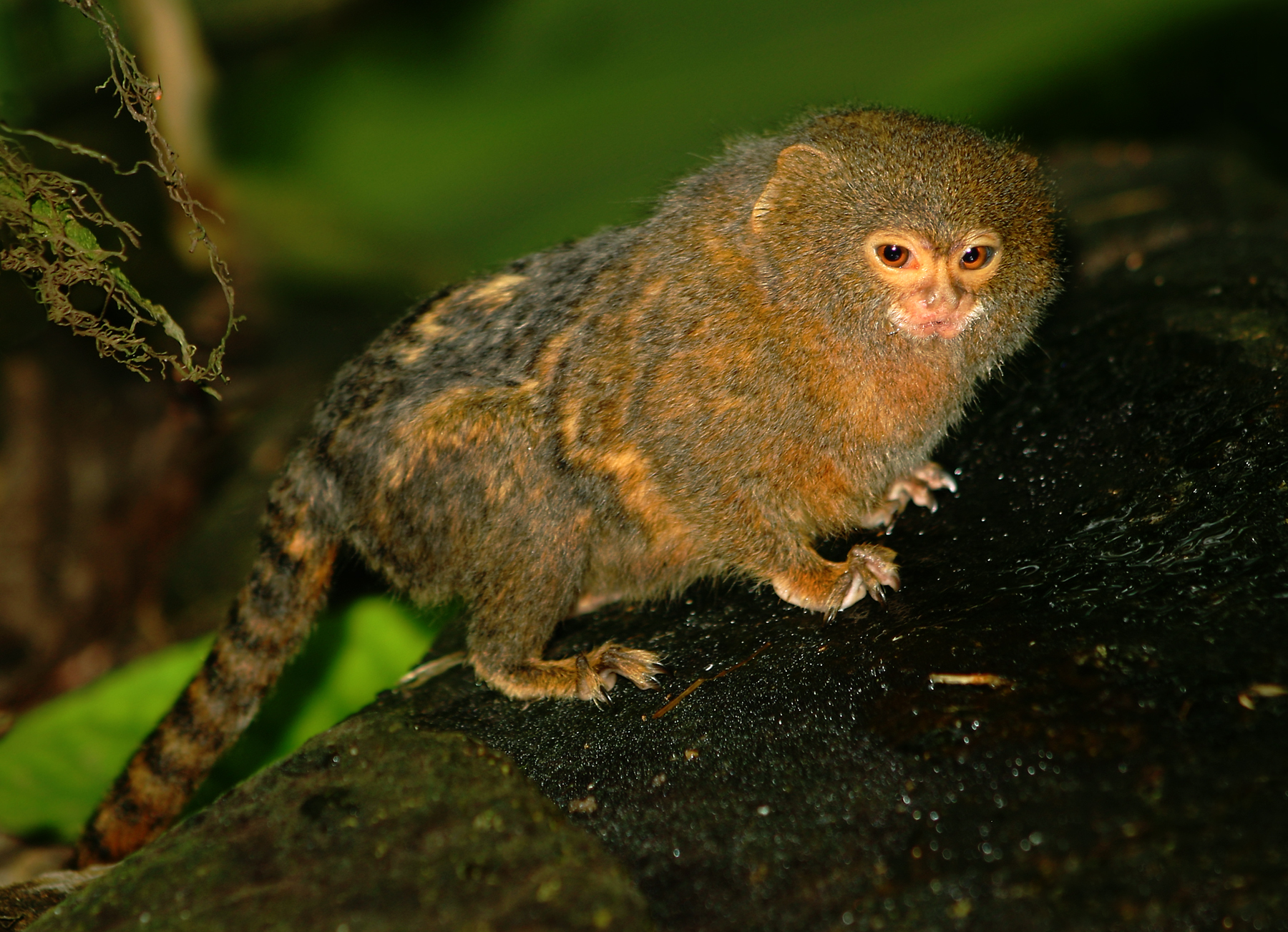
O sagui-leãozinho (Cebuella pygmaea) é o menor primata brasileiro

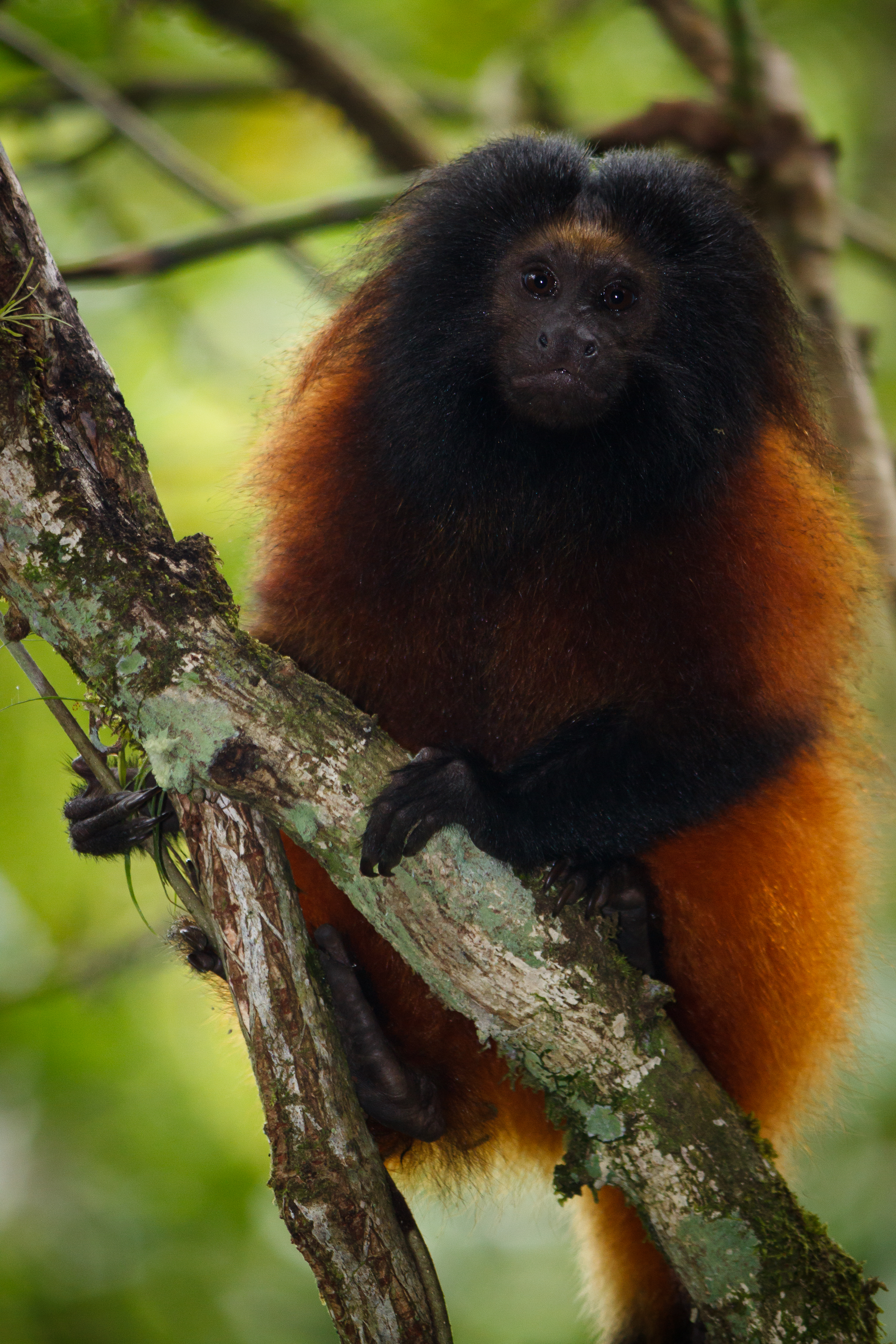
O mico-leão-de-cara-preta (Leontopithecus caissara) é uma espécie endêmica da Mata Atlântica descoberta em 1990

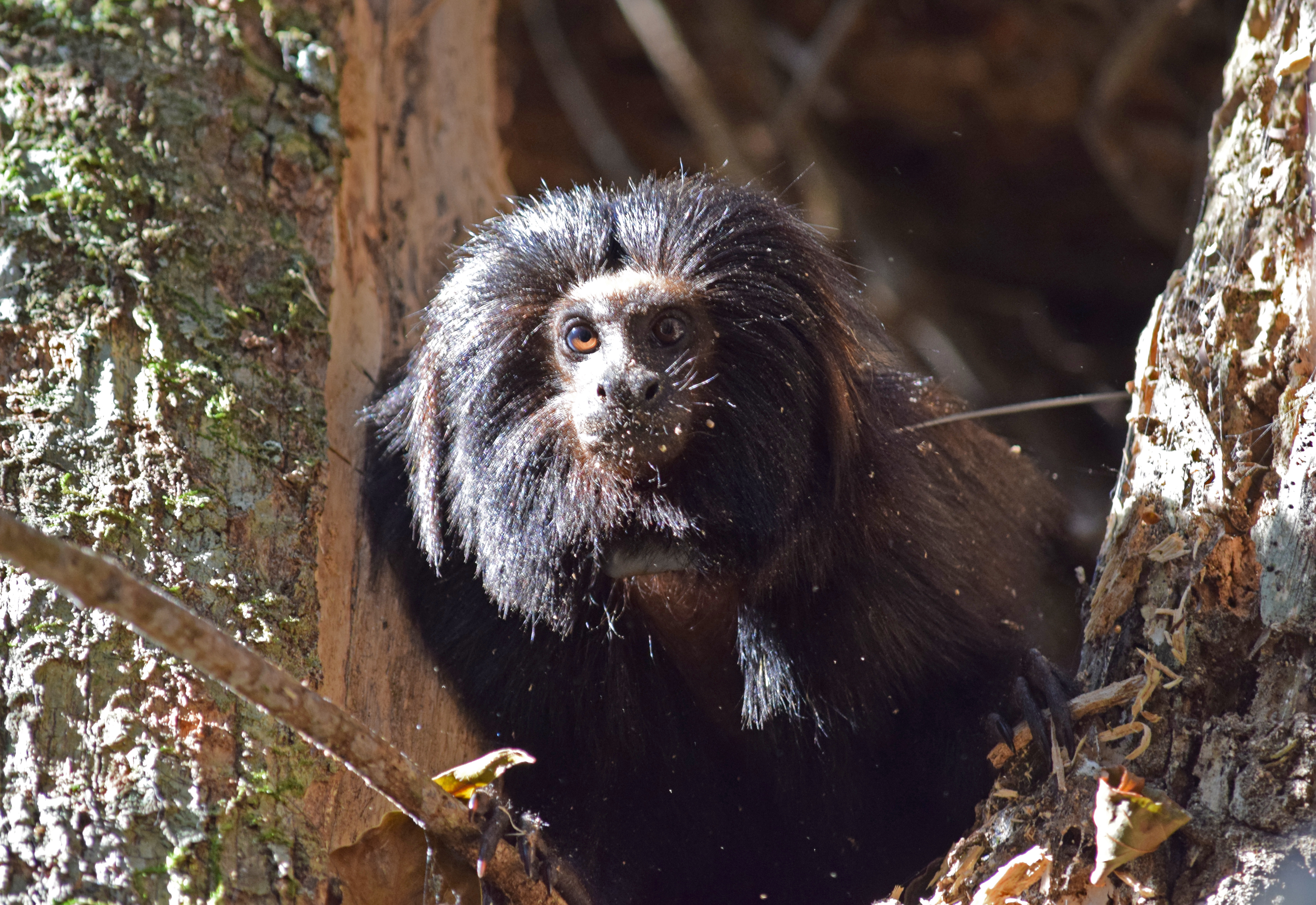
O mico-leão-preto (Leontopithecus chrysopygus) é uma das quatro espécies do gênero Leontopithecus e só ocorre no Brasil

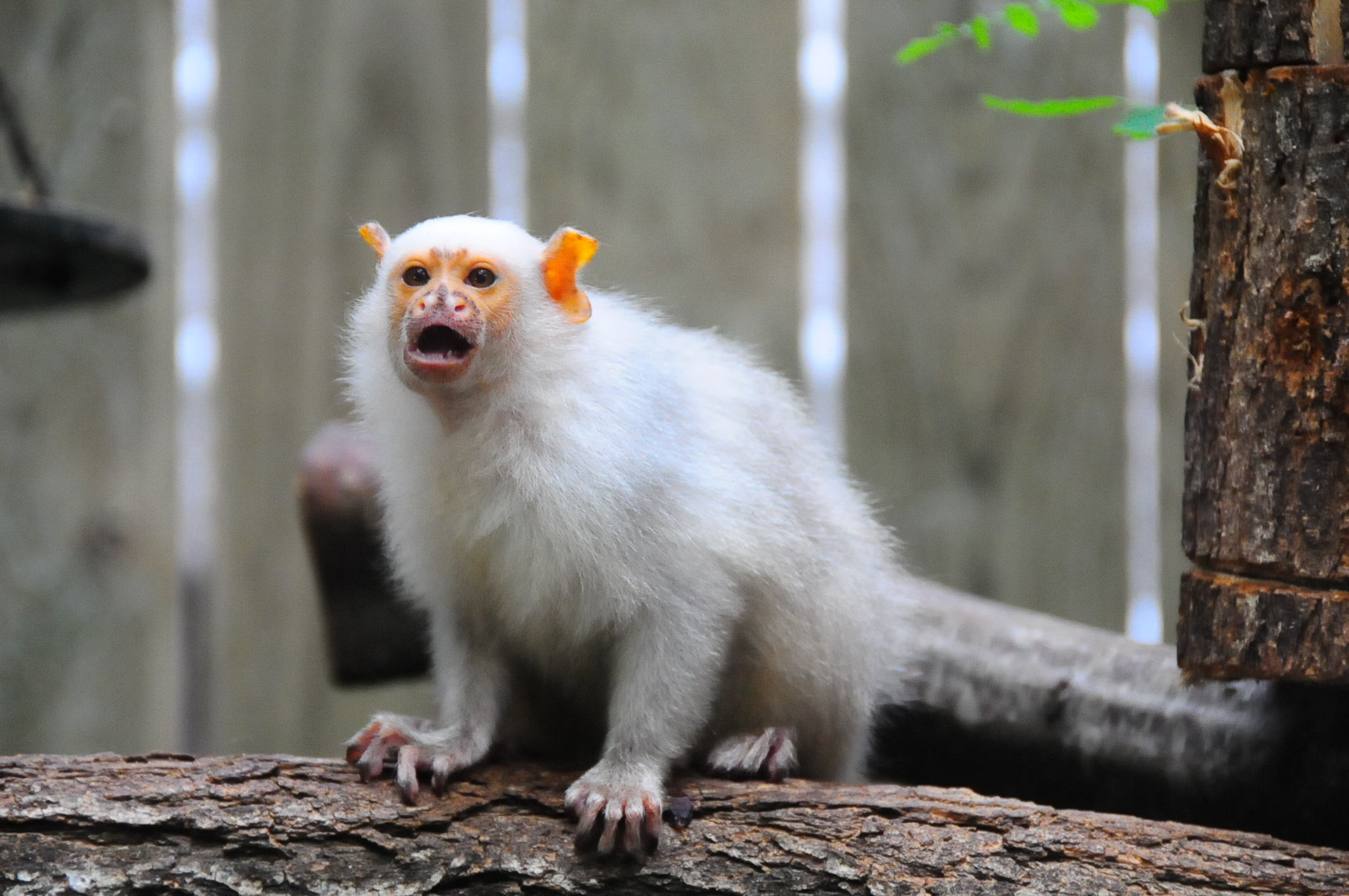
O sagui-branco (Mico argentatus) é uma espécie endêmica da Amazônia brasileira

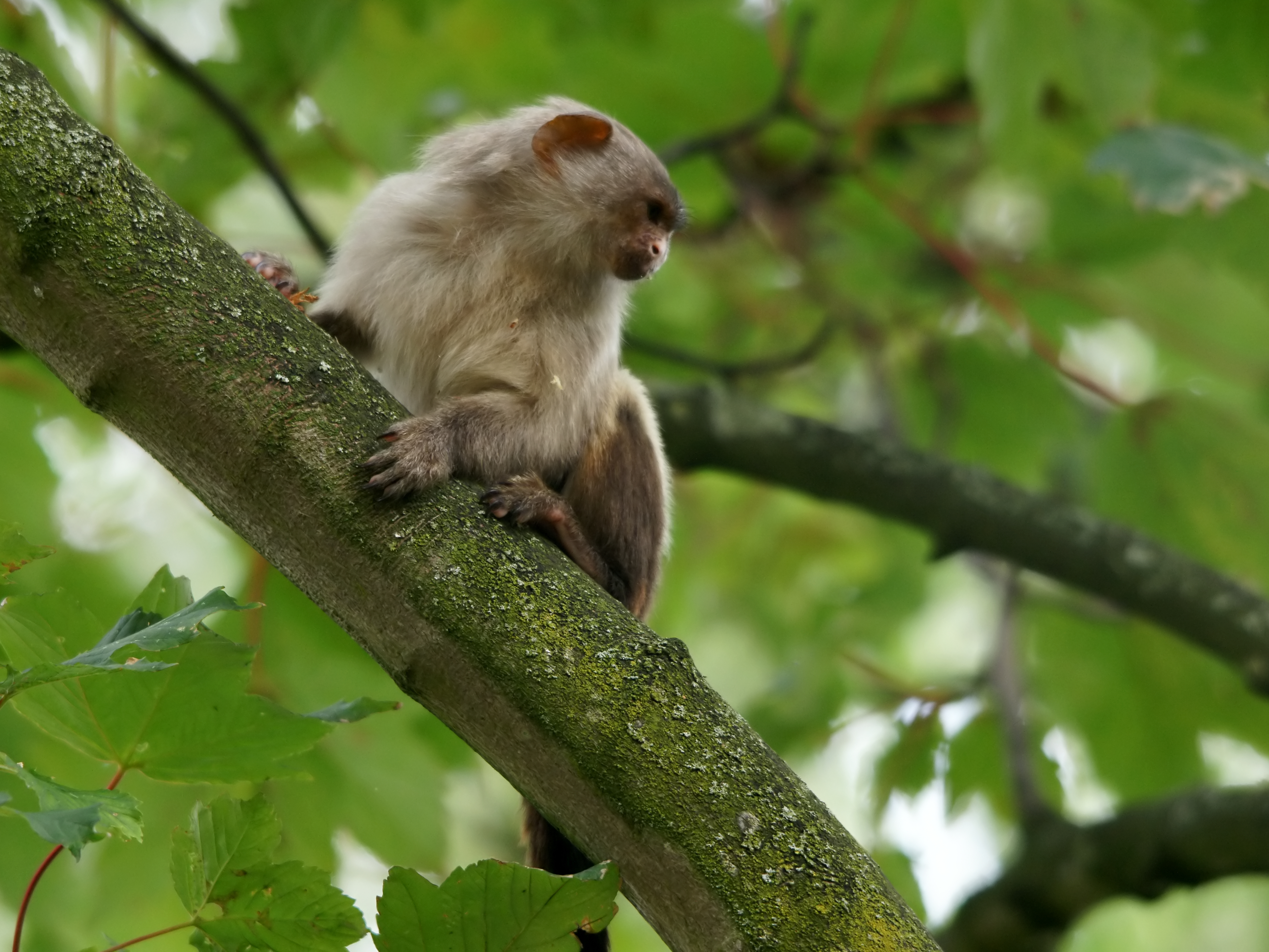
O sagui-do-cerrado (Mico melanurus) é a única espécie do gênero Mico que não é endêmica da Amazônia brasileira

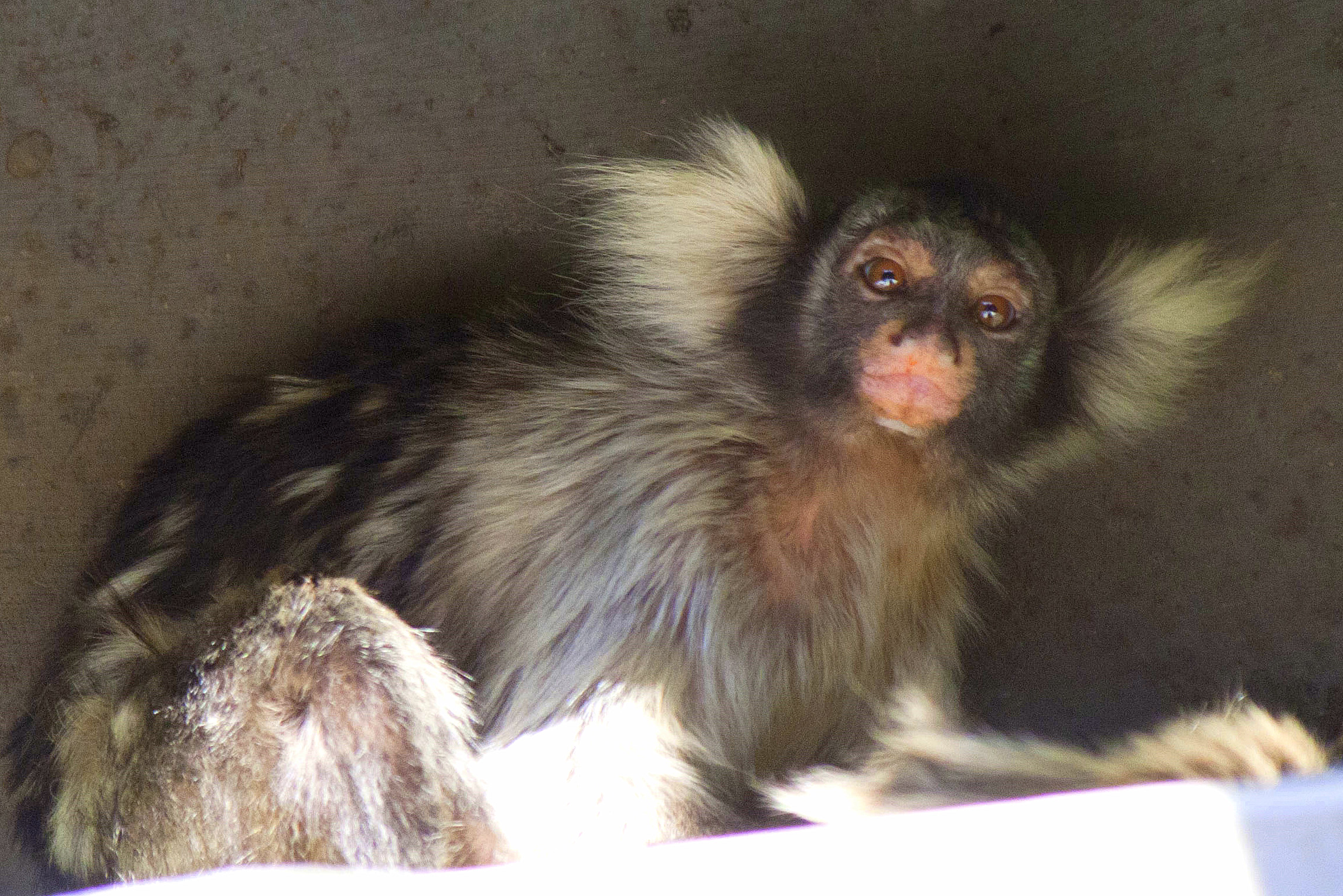
O sagui-de-santarém (Mico humeralifer) é mais uma espécie endêmica do Brasil

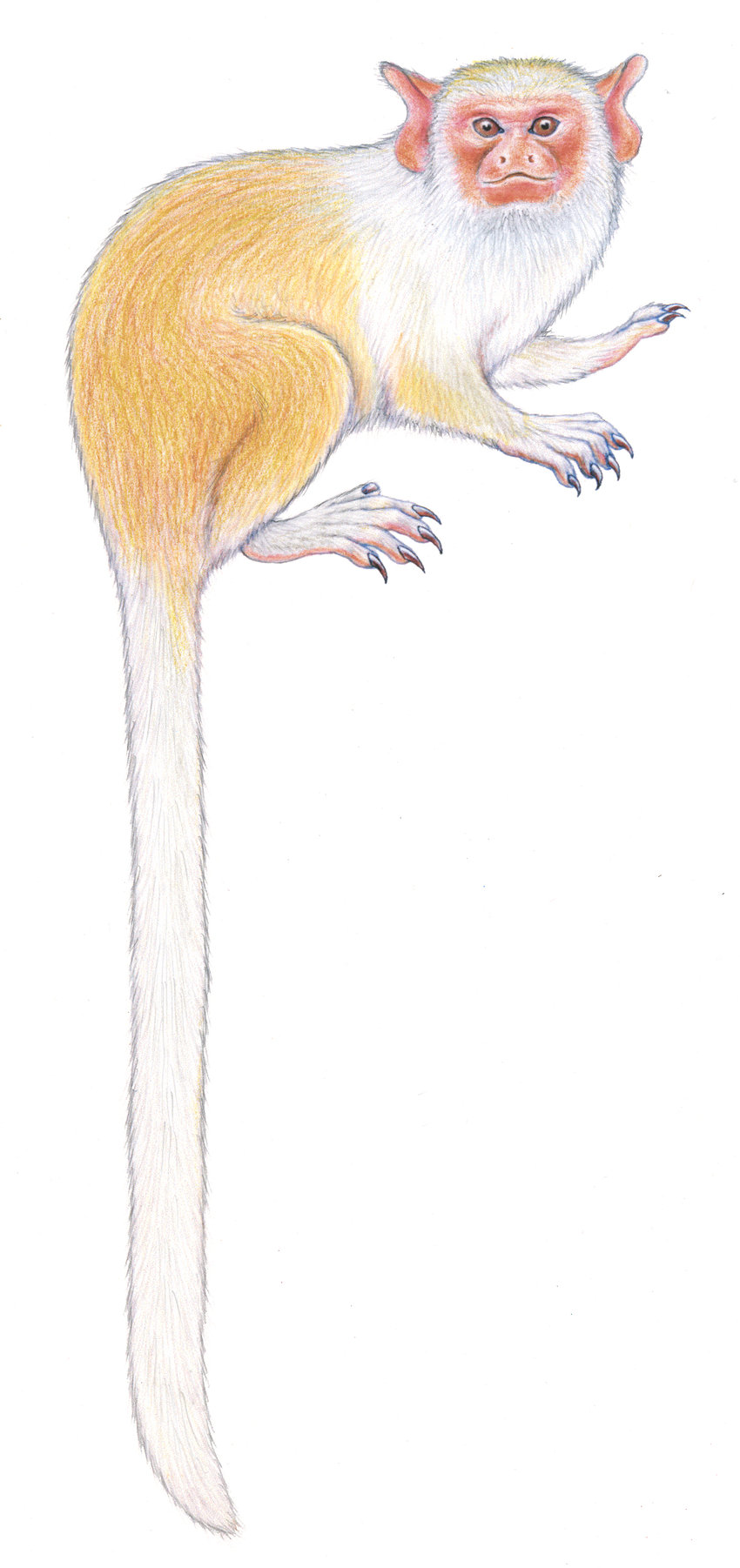
O Mico munduruku (Mico munduruku) é uma espécie do gênero Mico endêmica da Amazônia brasileira

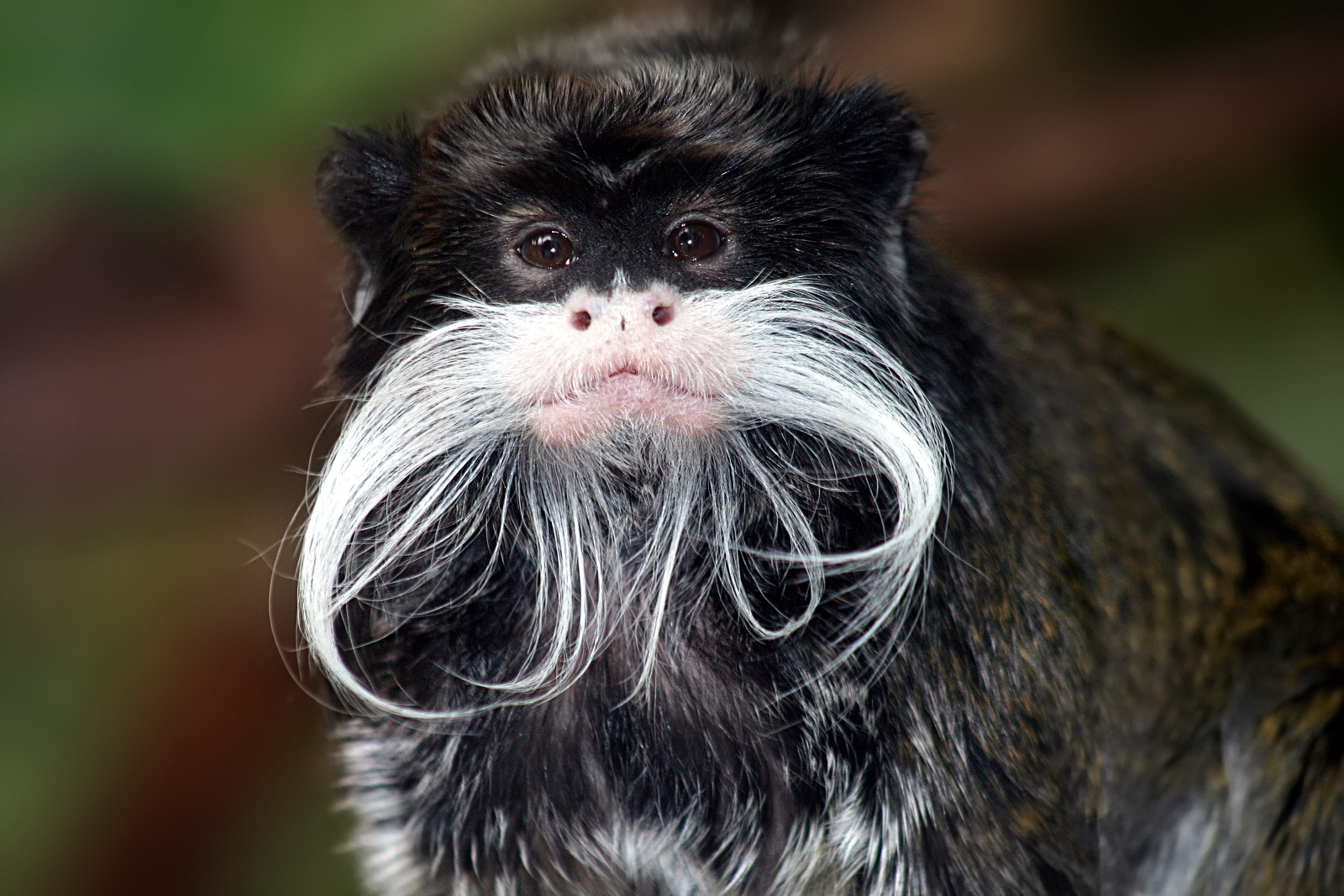
O sagui-imperador (Saguinus imperator) é uma espécie de sagui que ocorre no Brasil e no Peru

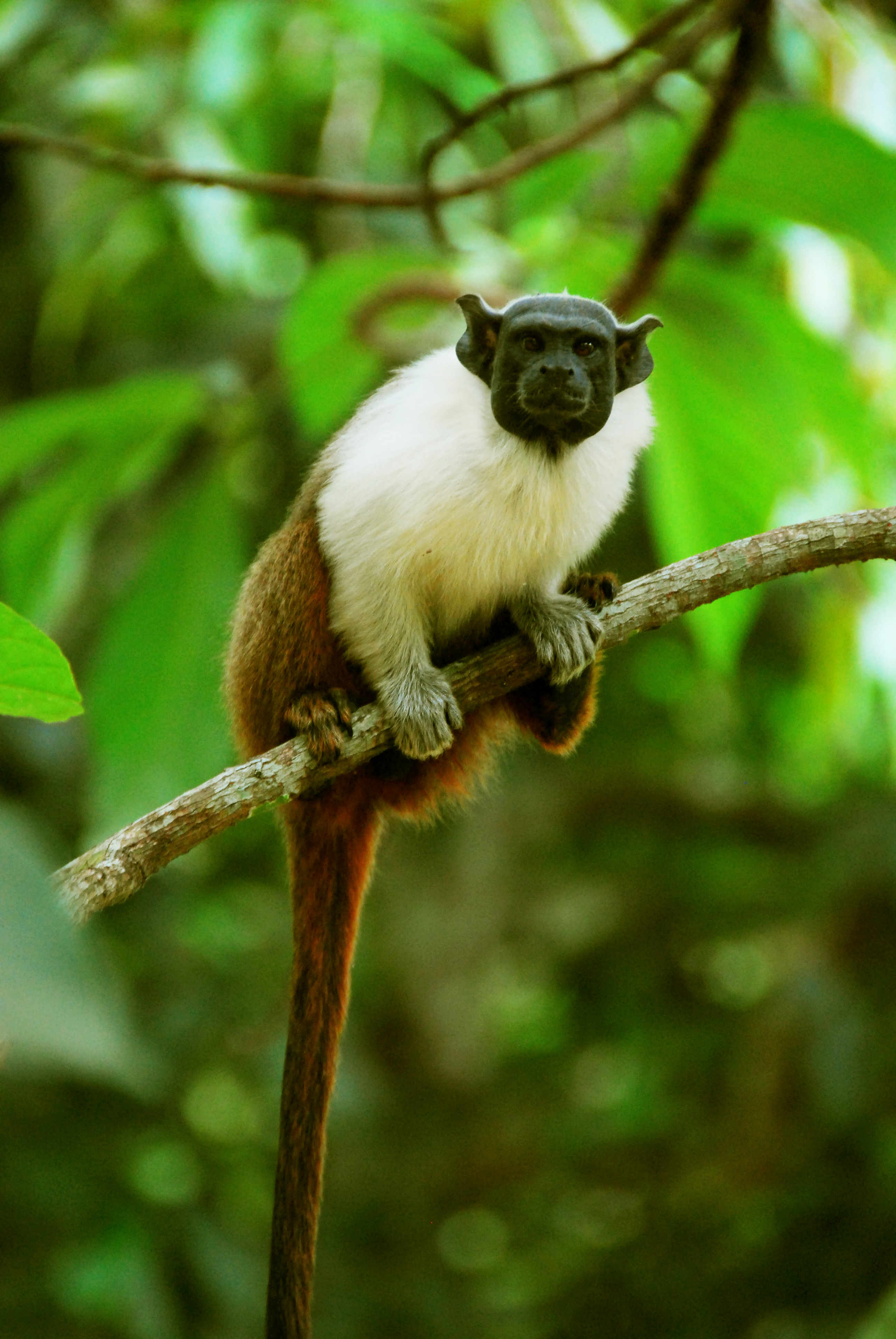
O soim-de-coleira (Saguinus bicolor) é uma espécie que ocorre próximo a Manaus e corre risco de extinção

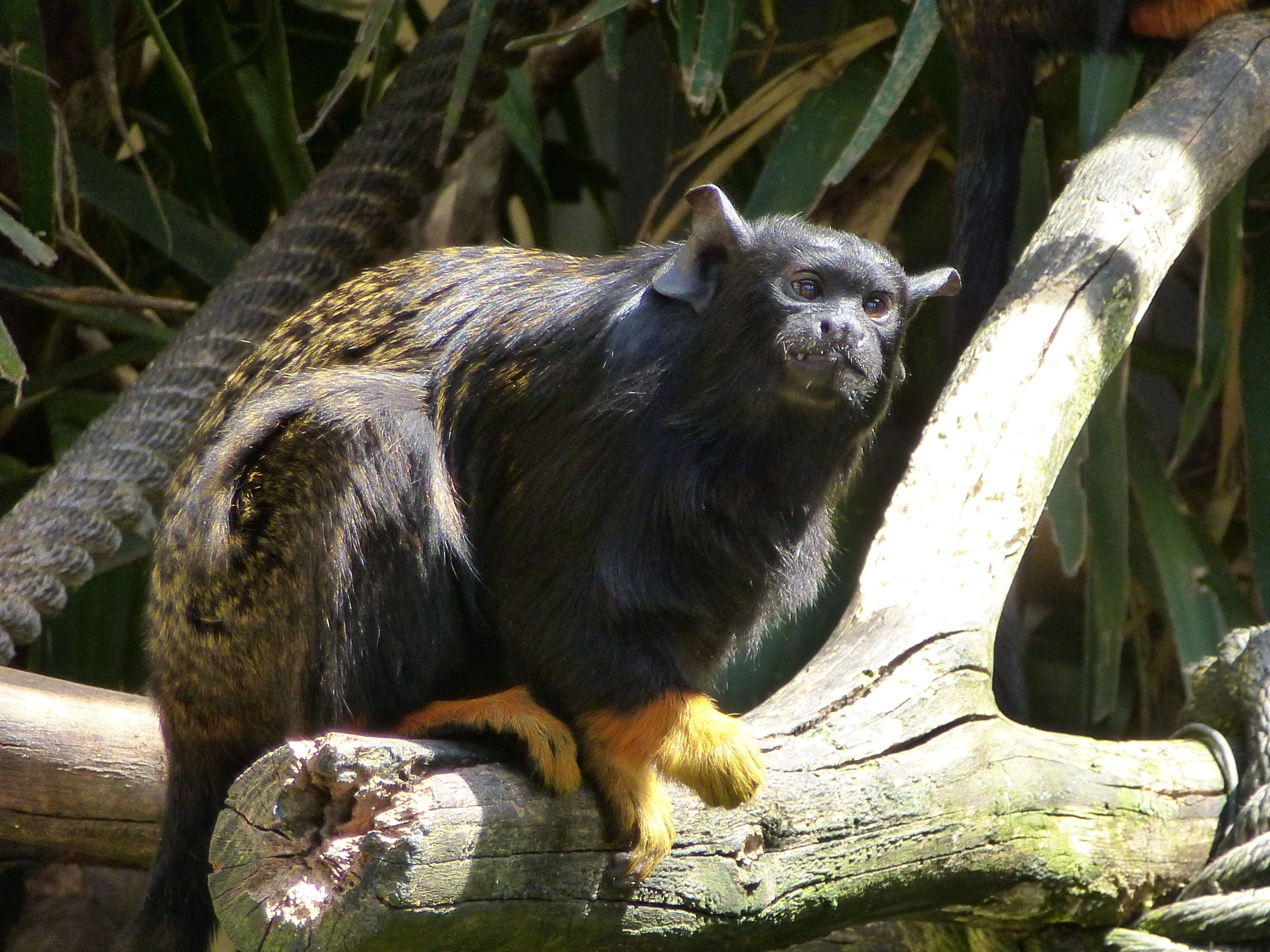
O sagui-de-mão-dourada (Saguinus midas) ocorre extremo norte do Brasil e nas Guianas

| Nome científico            | Nome comum                               | Dieta                         | Peso                                    | Biomas                            | Estado de conservação (IUCN) | Distribuição geográfica | Referências |
| -------------------------- | ---------------------------------------- | ----------------------------- | --------------------------------------- | --------------------------------- | ---------------------------- | ----------------------- | ----------- |
| Callibella humilis         | Sagui-anão                               | Insetívoro Gumívoro           | 0,165 kg (0,36 lb)                      | Amazônia                          | Vulnerável                   |                         | [ 59 ]      |
| Callimico goeldii          | Sagui-de-goeldi                          | Frugívoro Insetívoro          | 0,400 kg (0,88 lb) - 0,535 kg (1,18 lb) | Amazônia                          | Vulnerável                   |                         | [ 60 ]      |
| Callithrix aurita          | Sagui-da-serra-escuro                    | Frugívoro Insetívoro Gumívoro | 0,400 kg (0,88 lb)                      | Mata Atlântica                    | Vulnerável                   |                         | [ 61 ]      |
| Callithrix flaviceps       | Sagui-da-serra                           | Frugívoro Insetívoro Gumívoro | 0,400 kg (0,88 lb)                      | Mata Atlântica                    | Em perigo                    |                         | [ 62 ]      |
| Callithrix geoffroyi       | Sagui-de-cara-branca                     | Frugívoro Insetívoro Gumívoro | 0,230 kg (0,51 lb) - 0,350 kg (0,77 lb) | Mata Atlântica                    | Pouco preocupante            |                         | [ 63 ]      |
| Callithrix jacchus         | Sagui-de-tufos-brancos                   | Frugívoro Insetívoro Gumívoro | 0,230 kg (0,51 lb) - 0,350 kg (0,77 lb) | Mata Atlântica, Caatinga          | Pouco preocupante            |                         | [ 64 ]      |
| Callithrix kuhlii          | Sagui                                    | Frugívoro Insetívoro Gumívoro | 0,230 kg (0,51 lb) - 0,400 kg (0,88 lb) | Mata Atlântica                    | Quase ameaçada               |                         | [ 65 ]      |
| Callithrix penicillata     | Sagui-de-tufos-pretos, mico-estrela      | Frugívoro Insetívoro Gumívoro | 0,250 kg (0,55 lb)                      | Mata Atlântica, Cerrado, Caatinga | Pouco preocupante            |                         | [ 66 ]      |
| Cebuella pygmaea           | Sagui-leãozinho                          | Insetívoro Gumívoro           | 0,100 kg (0,22 lb) - 0,160 kg (0,35 lb) | Amazônia                          | Pouco preocupante            |                         | [ 67 ]      |
| Leontopithecus caissara    | Mico-leão-de-cara-preta                  | Frugívoro Insetívoro          | 0,570 kg (1,26 lb)                      | Mata Atlântica                    | Criticamente em perigo       |                         | [ 68 ]      |
| Leontopithecus chrysomelas | Mico-leão-de-cara-dourada                | Frugívoro Insetívoro          | 0,500 kg (1,10 lb) - 0,700 kg (1,54 lb) | Mata Atlântica                    | Em perigo                    |                         | [ 69 ]      |
| Leontopithecus chrysopygus | Mico-leão-preto                          | Frugívoro Insetívoro          | 0,540 kg (1,19 lb) - 0,690 kg (1,52 lb) | Mata Atlântica                    | Em perigo                    |                         | [ 70 ]      |
| Leontopithecus rosalia     | Mico-leão-dourado                        | Frugívoro Insetívoro          | 0,400 kg (0,88 lb) - 0,800 kg (1,76 lb) | Mata Atlântica                    | Em perigo                    |                         | [ 71 ]      |
| Mico acariensis            | Sagui ou sauim                           | Frugívoro Insetívoro Gumívoro | 0,420 kg (0,93 lb)                      | Amazônia                          | Dados deficientes            |                         | [ 72 ]      |
| Mico argentatus            | Sagui-branco                             | Frugívoro Insetívoro Gumívoro | 0,355 kg (0,78 lb)                      | Amazônia                          | Pouco preocupante            |                         | [ 73 ]      |
| Mico chrysoleucus          | Sagui ou sauim                           | Frugívoro Insetívoro Gumívoro | 0,350 kg (0,77 lb)                      | Amazônia                          | Dados deficientes            |                         | [ 74 ]      |
| Mico emiliae               | Sagui ou sauim                           | Frugívoro Insetívoro Gumívoro | 0,313 kg (0,69 lb)                      | Amazônia                          | Dados deficientes            |                         | [ 75 ]      |
| Mico humeralifer           | Sagui ou sauim                           | Frugívoro Insetívoro Gumívoro | 0,280 kg (0,62 lb) - 0,310 kg (0,68 lb) | Amazônia                          | Dados deficientes            |                         | [ 76 ]      |
| Mico intermedius           | Sagui ou sauim                           | Frugívoro Insetívoro Gumívoro | 0,350 kg (0,77 lb)                      | Amazônia                          | Pouco preocupante            |                         | [ 77 ]      |
| Mico leucippe              | Sagui ou sauim                           | Frugívoro Insetívoro Gumívoro | 0,420 kg (0,93 lb)                      | Amazônia                          | Vulnerável                   |                         | [ 78 ]      |
| Mico manicorensis          | Sagui ou sauim                           | Frugívoro Insetívoro Gumívoro | 0,135 kg (0,30 lb)                      | Amazônia                          | Pouco preocupante            |                         | [ 79 ]      |
| Mico marcai                | Sagui ou sauim                           | Frugívoro Insetívoro Gumívoro | 0,350 kg (0,77 lb)                      | Amazônia                          | Dados deficientes            |                         | [ 80 ]      |
| Mico mauesi                | Sagui ou sauim                           | Frugívoro Insetívoro Gumívoro | 0,315 kg (0,69 lb) - 0,405 kg (0,89 lb) | Amazônia                          | Pouco preocupante            |                         | [ 81 ]      |
| Mico melanurus             | Sagui-do-cerrado, sagui-de-rabo-preto    | Frugívoro Insetívoro Gumívoro | 0,260 kg (0,57 lb)                      | Amazônia, Cerrado, Pantanal       | Pouco preocupante            |                         | [ 82 ]      |
| Mico murukundu             | Sagui-do-murukundu, sagui-de-rabo-branco | Frugívoro Insetívoro Gumívoro | 0,260 kg (0,57 lb)                      | Amazônia                          | Vulnerável                   |                         | [ 83 ]      |
| Mico nigriceps             | Sagui-de-cabeça-preta                    | Frugívoro Insetívoro Gumívoro | 0,370 kg (0,82 lb)                      | Amazônia                          | Dados deficientes            |                         | [ 84 ]      |
| Mico rondoni               | Sagui ou sauim                           | Frugívoro Insetívoro Gumívoro | 0,250 kg (0,55 lb) - 0,400 kg (0,88 lb) | Amazônia                          | Vulnerável                   |                         | [ 85 ]      |
| Mico saterei               | Sagui ou sauim                           | Frugívoro Insetívoro Gumívoro | 0,400 kg (0,88 lb) - 0,470 kg (1,04 lb) | Amazônia                          | Pouco preocupante            |                         | [ 86 ]      |
| Saguinus bicolor           | Sagui-de-duas-cores, sauim-de-coleira    | Frugívoro Insetívoro          | 0,430 kg (0,95 lb)                      | Amazônia                          | Em perigo                    |                         | [ 87 ]      |
| Saguinus fuscicollis       | Sagui-de-cara-suja                       | Frugívoro Insetívoro          | 0,387 kg (0,85 lb) - 0,403 kg (0,89 lb) | Amazônia                          | Pouco preocupante            |                         | [ 91 ]      |
| Saguinus imperator         | Sagui-imperador                          | Frugívoro Insetívoro          | 0,450 kg (0,99 lb)                      | Amazônia                          | Pouco preocupante            |                         | [ 92 ]      |
| Saguinus inustus           | Sagui ou sauim                           | Frugívoro Insetívoro          | 0,460 kg (1,01 lb)                      | Amazônia                          | Pouco preocupante            |                         | [ 93 ]      |
| Saguinus labiatus          | Sagui-de-bigode                          | Frugívoro Insetívoro          | 0,460 kg (1,01 lb)                      | Amazônia                          | Pouco preocupante            |                         | [ 94 ]      |
| Saguinus martinsi          | Sagui ou sauim                           | Frugívoro Insetívoro          | 0,350 kg (0,77 lb)                      | Amazônia                          | Pouco preocupante            |                         | [ 95 ]      |
| Saguinus midas             | Sagui-de-mão-dourada                     | Frugívoro Insetívoro          | 0,432 kg (0,95 lb) - 0,586 kg (1,29 lb) | Amazônia                          | Pouco preocupante            |                         | [ 96 ]      |
| Saguinus mystax            | Sagui-de-boca-branca                     | Frugívoro Insetívoro          | 0,432 kg (0,95 lb) - 0,586 kg (1,29 lb) | Amazônia                          | Pouco preocupante            |                         | [ 97 ]      |
| Saguinus niger             | Sagui-una                                | Frugívoro Insetívoro          | 0,355 kg (0,78 lb)                      | Amazônia                          | Vulnerável                   |                         | [ 98 ]      |
| Saguinus nigricollis       | Sagui ou sauim                           | Frugívoro Insetívoro          | 0,470 kg (1,04 lb)                      | Amazônia                          | Pouco preocupante            |                         | [ 99 ]      |

## Espécies de primatas brasileiros da família Pitheciidae

### Subfamília Callicebinae

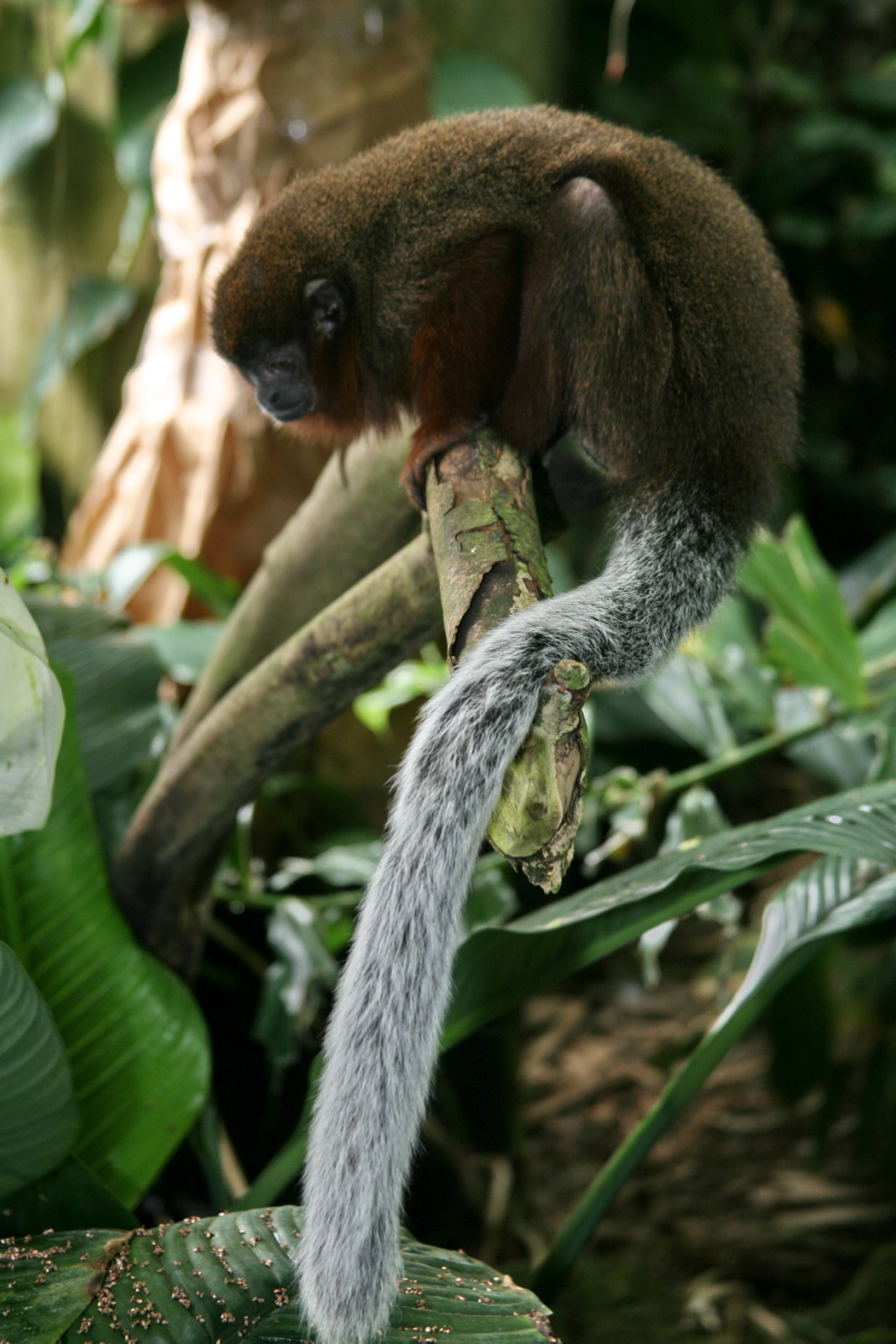
Callicebus brunneus é uma espécie da Amazônia brasileira e peruana.

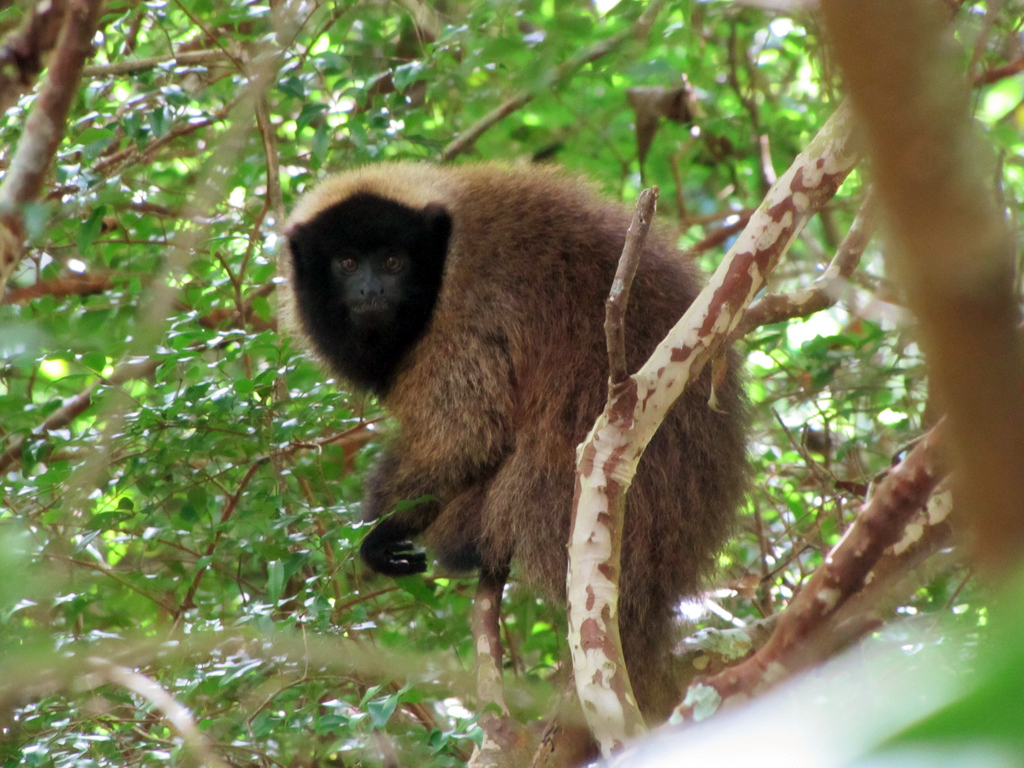
O guigó, Callicebus personatus, é uma espécie endêmica da Mata Atlântica brasileira e é ameaçada de extinção.

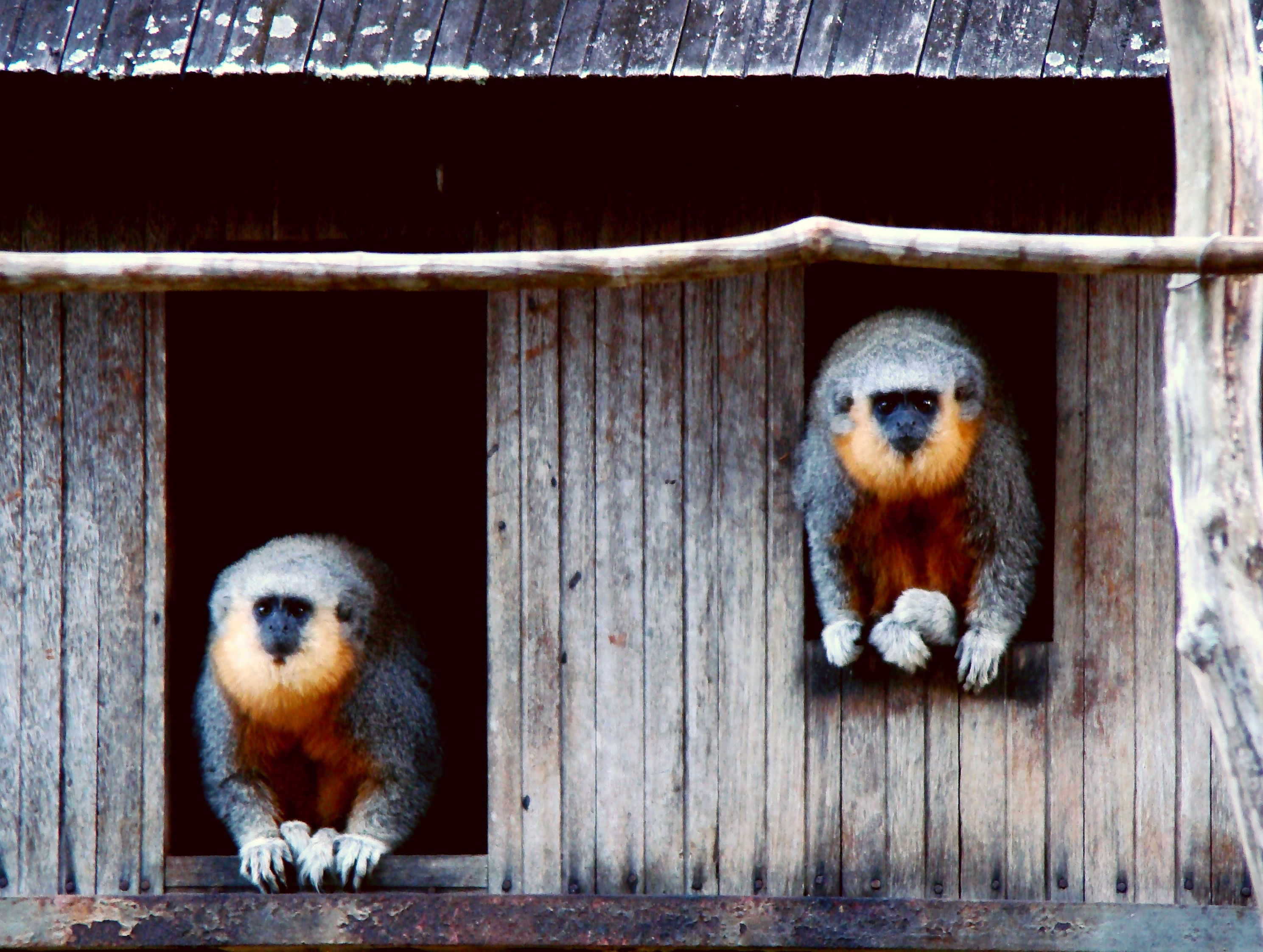
O arabasú (Callicebus moloch) é endêmico do Brasil.

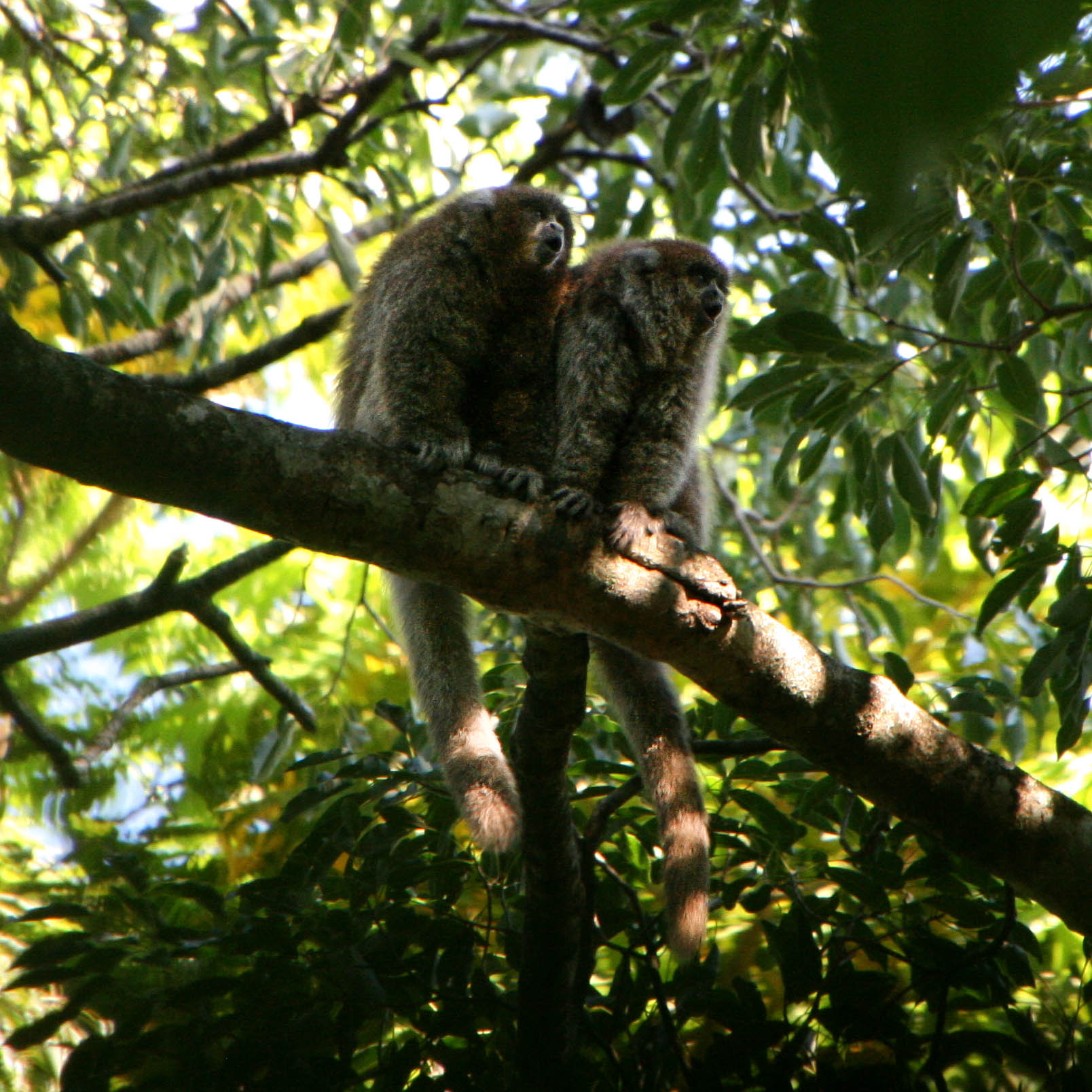
Callicebus donacophilus ocorre na Amazônia brasileira e boliviana.

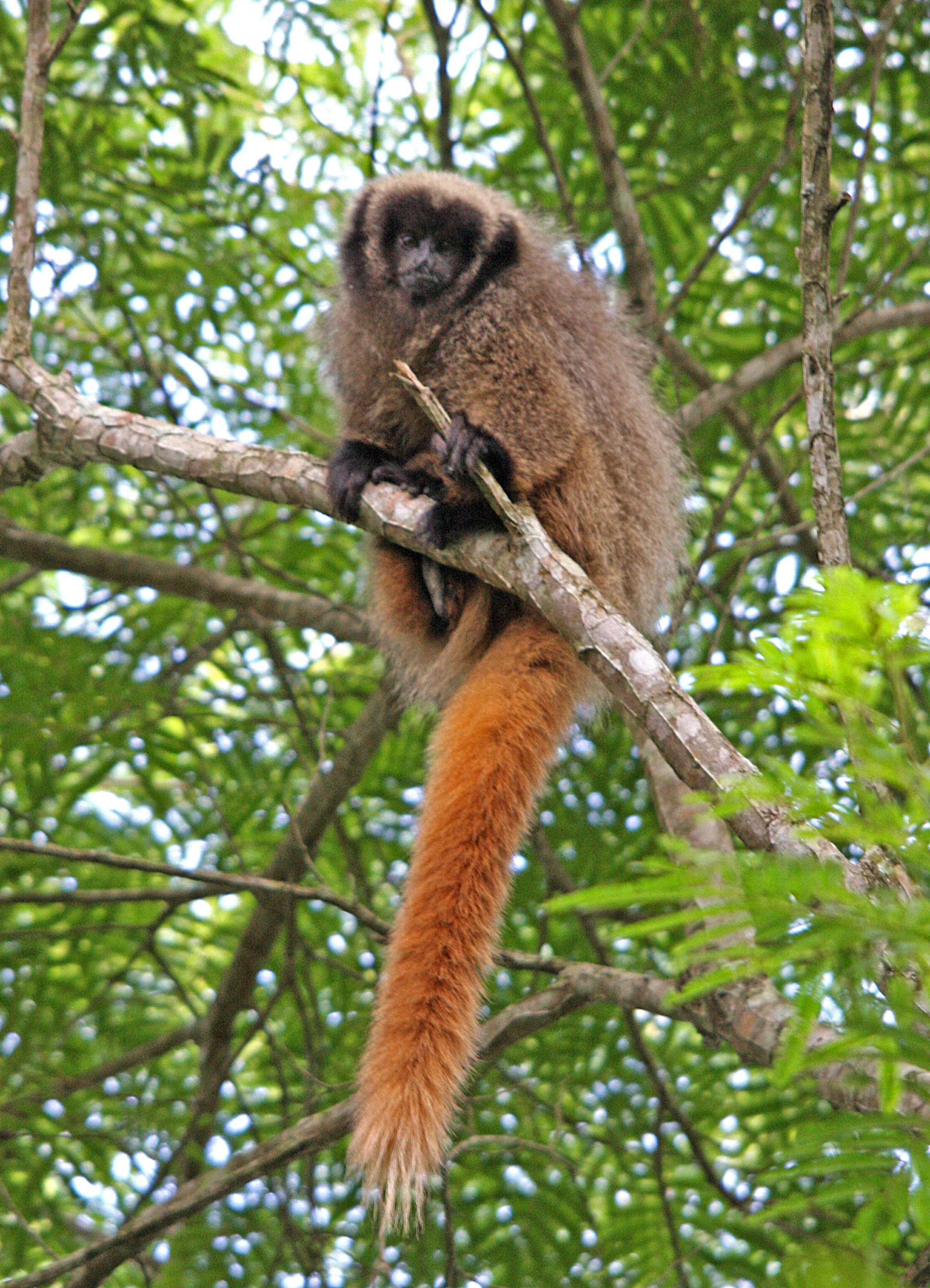
Callicebus nigrifrons é uma espécie endêmica da Mata Atlântica do sudeste brasileiro.

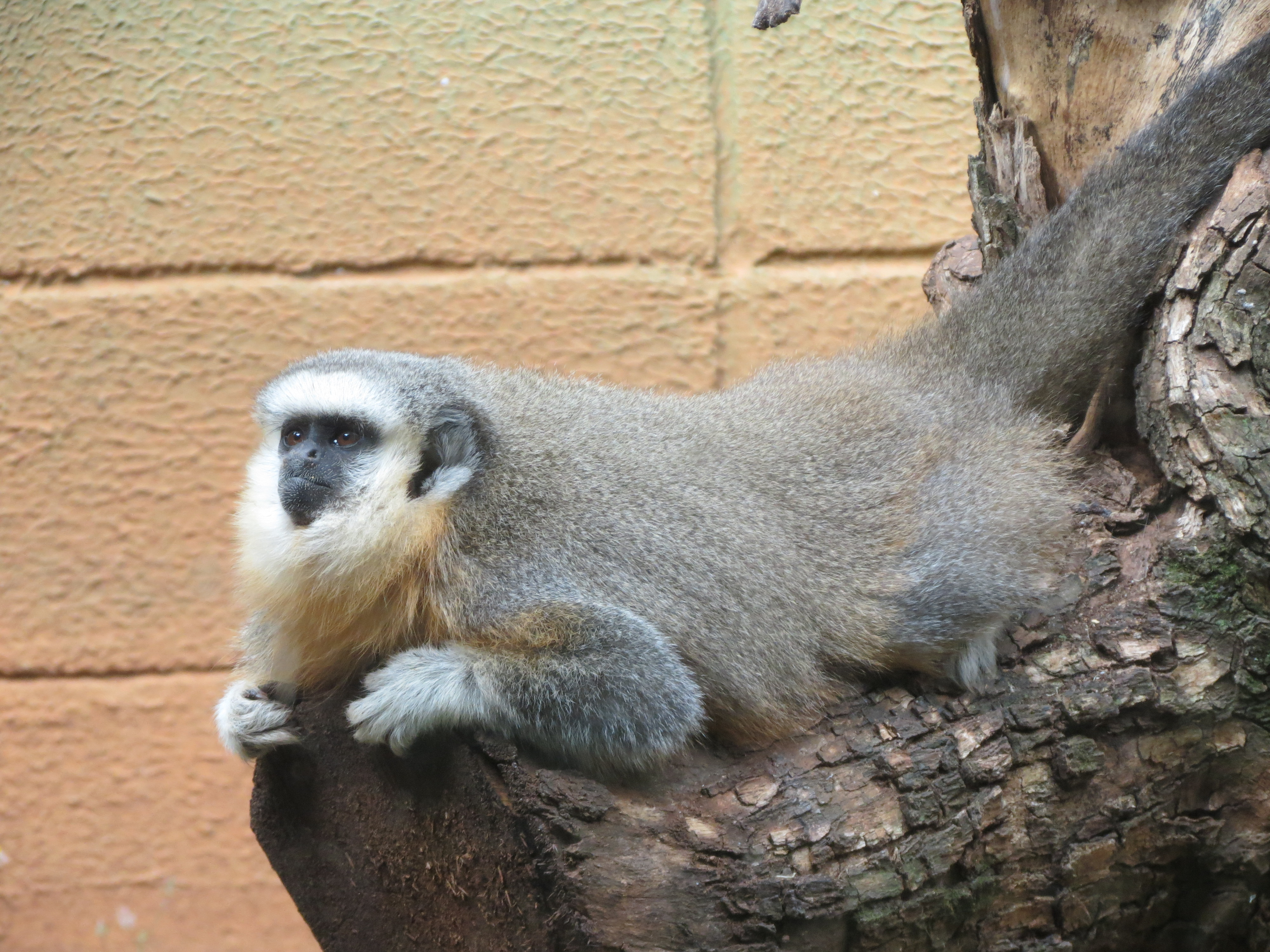
Callicebus vieirai foi descoberto em 2012, e ocorre no Pará e Mato Grosso.

| Nome científico           | Nome comum           | Dieta              | Peso                                    | Biomas         | Estado de conservação (IUCN) | Distribuição geográfica | Referências |
| ------------------------- | -------------------- | ------------------ | --------------------------------------- | -------------- | ---------------------------- | ----------------------- | ----------- |
| Callicebus baptista       | Zogue-zogue          | Frugívoro Folívoro | 0,950 kg (2,09 lb)                      | Amazônia       | Pouco preocupante            |                         | [ 100 ]     |
| Callicebus barbarabrownae | Guigó                | Frugívoro Folívoro | 1,000 kg (2,20 lb)                      | Caatinga       | Criticamente em perigo       |                         | [ 101 ]     |
| Callicebus bernhardi      | Zogue-zogue          | Frugívoro Folívoro | 0,700 kg (1,54 lb) - 1,200 kg (2,65 lb) | Amazônia       | Pouco preocupante            |                         | [ 102 ]     |
| Callicebus brunneus       | Zogue-zogue          | Frugívoro Folívoro | 0,850 kg (1,87 lb)                      | Amazônia       | Pouco preocupante            |                         | [ 103 ]     |
| Callicebus caligatus      | Zogue-zogue          | Frugívoro Folívoro | 1,000 kg (2,20 lb)                      | Amazônia       | Pouco preocupante            |                         | [ 104 ]     |
| Callicebus cinerascens    | Zogue-zogue          | Frugívoro Folívoro | 0,740 kg (1,63 lb)                      | Amazônia       | Pouco preocupante            |                         | [ 105 ]     |
| Callicebus coimbrai       | Guigó                | Frugívoro Folívoro | 1,020 kg (2,25 lb)                      | Mata Atlântica | Em perigo                    |                         | [ 106 ]     |
| Callicebus cupreus        | Zogue-zogue          | Frugívoro Folívoro | 1,160 kg (2,56 lb)                      | Amazônia       | Pouco preocupante            |                         | [ 107 ]     |
| Callicebus donacophilus   | Zogue-zogue          | Frugívoro Folívoro | 1,000 kg (2,20 lb)                      | Amazônia       | Pouco preocupante            |                         | [ 108 ]     |
| Callicebus dubius         | Zogue-zogue          | Frugívoro Folívoro | 1,000 kg (2,20 lb)                      | Amazônia       | Pouco preocupante            |                         | [ 109 ]     |
| Callicebus hoffmannsi     | Zogue-zogue          | Frugívoro Folívoro | 0,920 kg (2,03 lb)                      | Amazônia       | Pouco preocupante            |                         | [ 110 ]     |
| Callicebus lucifer        | Zogue-zogue          | Frugívoro Folívoro | 1,500 kg (3,31 lb)                      | Amazônia       | Pouco preocupante            |                         | [ 111 ]     |
| Callicebus lugens         | Zogue-zogue          | Frugívoro Sementes | 1,400 kg (3,09 lb)                      | Amazônia       | Pouco preocupante            |                         | [ 112 ]     |
| Callicebus melanochir     | Guigó ou sauá        | Frugívoro Folívoro | 1,370 kg (3,02 lb)                      | Mata Atlântica | Vulnerável                   |                         | [ 113 ]     |
| Callicebus moloch         | Arabasú, sauá ou saá | Frugívoro Folívoro | 0,700 kg (1,54 lb) - 1,200 kg (2,65 lb) | Amazônia       | Pouco preocupante            |                         | [ 114 ]     |
| Callicebus nigrifrons     | Guigó ou sauá        | Frugívoro Folívoro | 1,300 kg (2,87 lb)                      | Mata Atlântica | Quase ameaçada               |                         | [ 115 ]     |
| Callicebus pallescens     | Guigó ou sauá        | Frugívoro Folívoro | 0,800 kg (1,76 lb) - 1,200 kg (2,65 lb) | Pantanal       | Pouco preocupante            |                         | [ 116 ]     |
| Callicebus personatus     | Guigó ou sauá        | Frugívoro Folívoro | 0,970 kg (2,14 lb) - 1,650 kg (3,64 lb) | Mata Atlântica | Vulnerável                   |                         | [ 117 ]     |
| Callicebus purinus        | Zogue-zogue          | Frugívoro Sementes | 1,300 kg (2,87 lb)                      | Amazônia       | Pouco preocupante            |                         | [ 118 ]     |
| Callicebus regulus        | Zogue-zogue          | Frugívoro Sementes | 1,300 kg (2,87 lb)                      | Amazônia       | Pouco preocupante            |                         | [ 119 ]     |
| Callicebus stephennashi   | Zogue-zogue          | Frugívoro Folívoro | 0,725 kg (1,60 lb)                      | Amazônia       | Dados deficientes            |                         | [ 120 ]     |
| Callicebus torquatus      | Zogue-zogue          | Frugívoro Sementes | 1,100 kg (2,43 lb) - 1,500 kg (3,31 lb) | Amazônia       | Pouco preocupante            |                         | [ 121 ]     |
| Callicebus vieirai        | Zogue-zogue          | Frugívoro Folívoro |                                         | Amazônia       | Não avaliado                 | Pará, Mato Grosso       | [ 122 ]     |

### Subfamília Pitheciinae

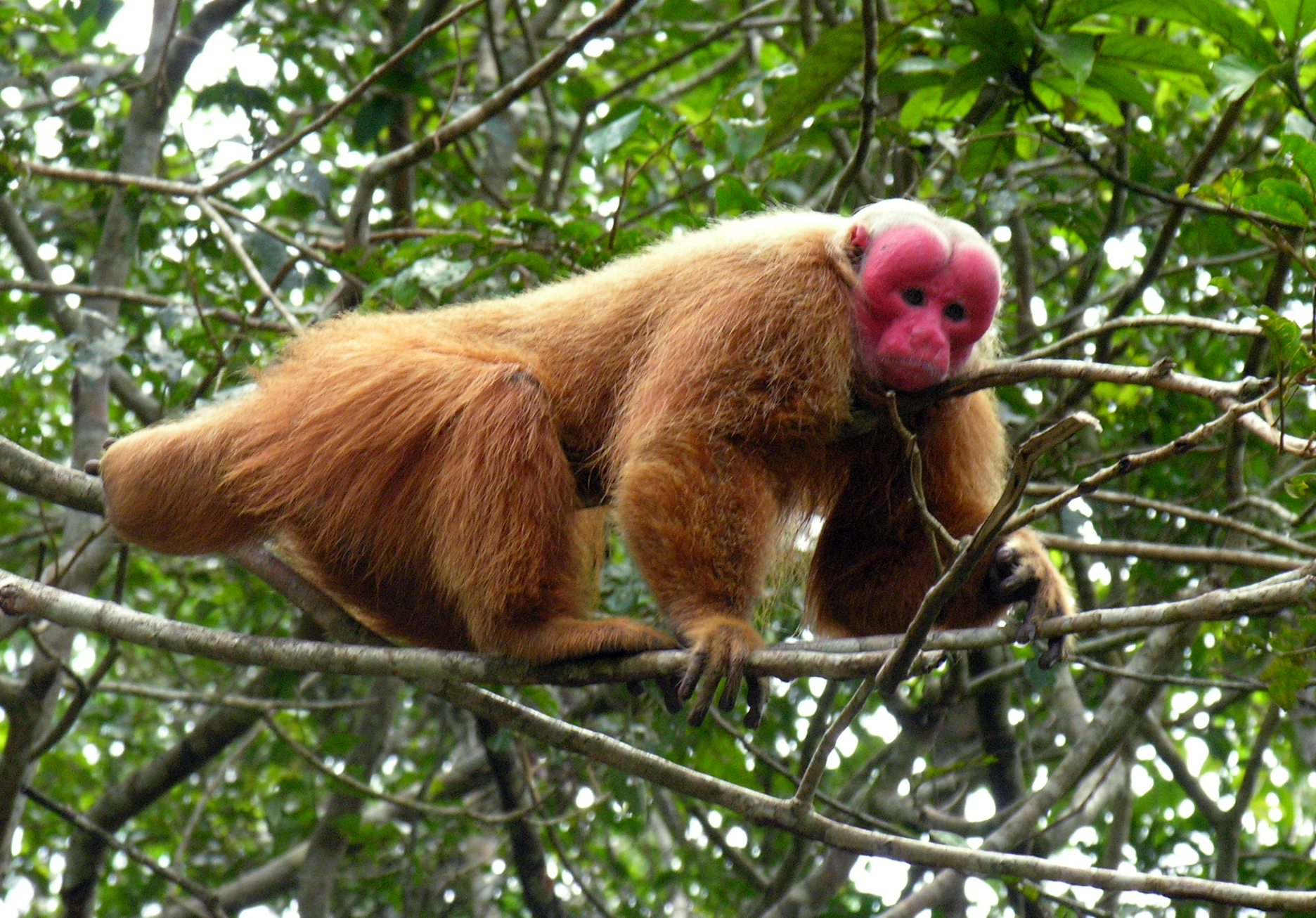
O uacari-branco (Cacajao calvus) é um macaco de médio porte da Amazônia.

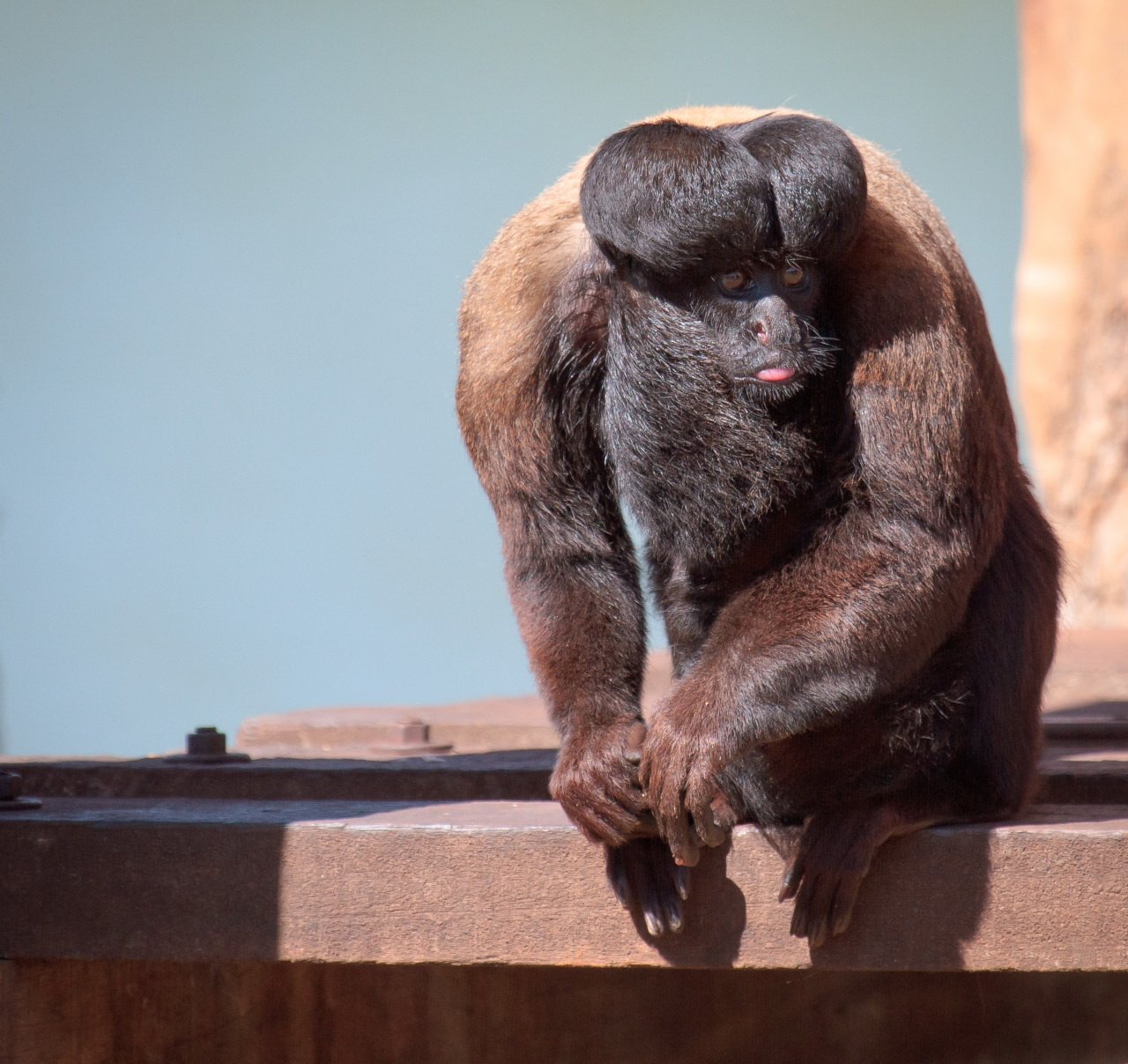
A espécie Chiropotes utahickae é uma espécie de cuxiú endêmica do Brasil.

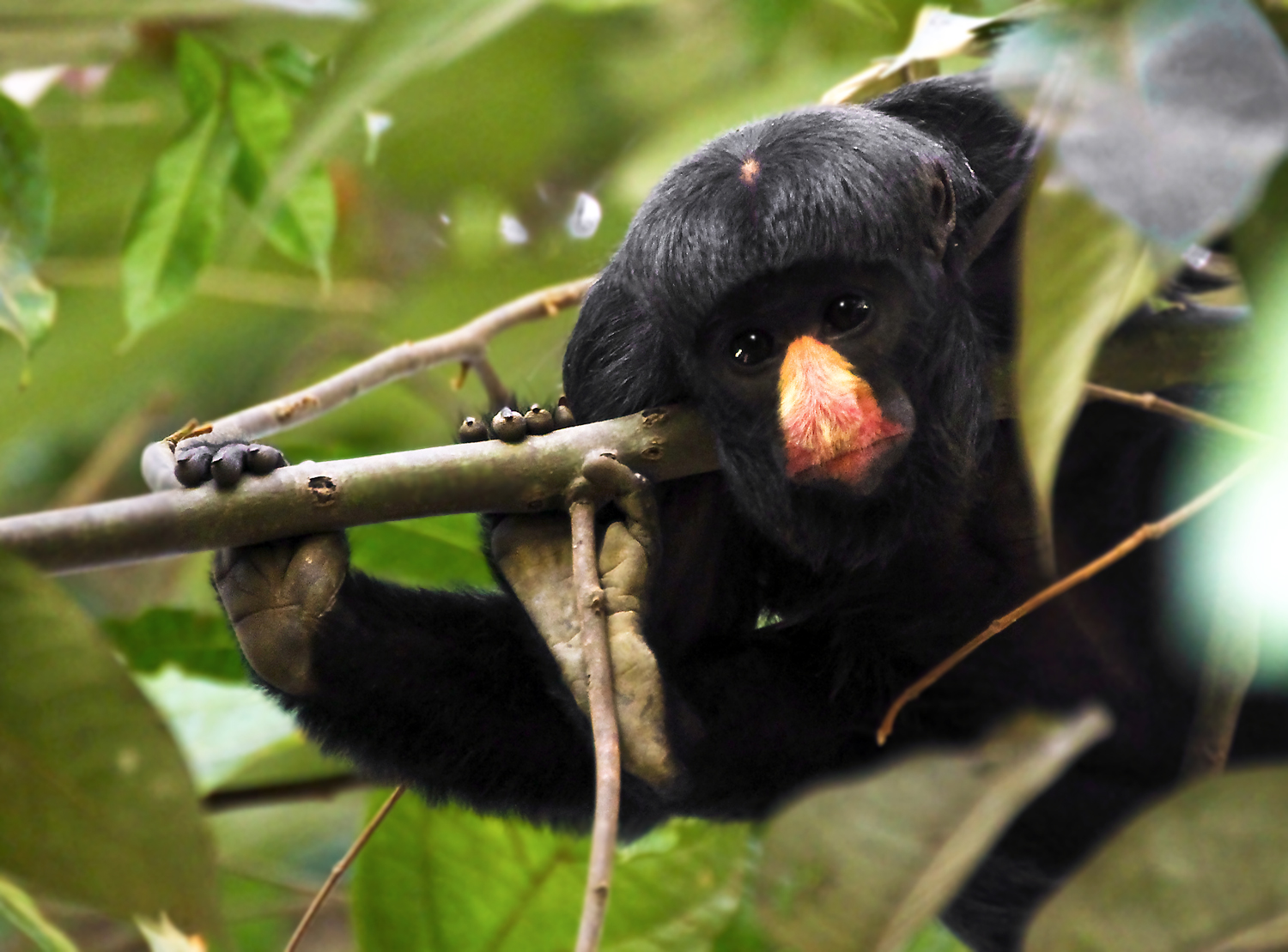
O cuxiú-de-nariz-branco (Chiropotes albinasus) é uma espécie endêmica do Brasil e ameaçada de extinção.

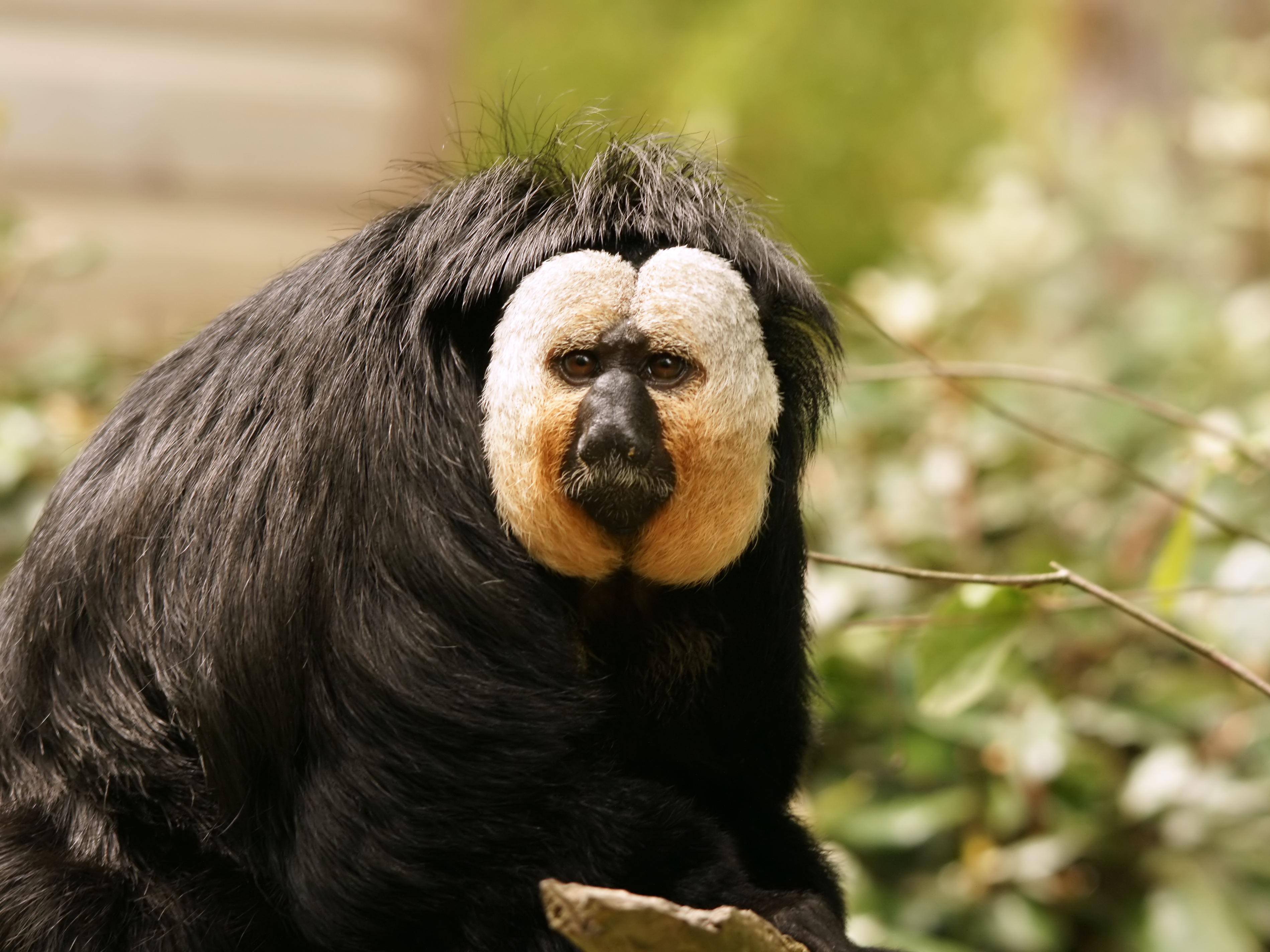
O parauaçú-preto (Pithecia pithecia) chama a atenção pela grande quantidade de pelos. Ocorre na Amazônia.

| Nome científico        | Nome comum                          | Dieta              | Peso                                    | Biomas   | Estado de conservação (IUCN) | Distribuição geográfica | Referências |
| ---------------------- | ----------------------------------- | ------------------ | --------------------------------------- | -------- | ---------------------------- | ----------------------- | ----------- |
| Cacajao ayresi         | Uacari-preto, carauri ou acari-bico | Frugívoro Sementes | 2,400 kg (5,29 lb) - 4,000 kg (8,82 lb) | Amazônia | Vulnerável                   |                         | [ 124 ]     |
| Cacajao calvus         | Uacari-branco ou uacari-vermelho    | Frugívoro Sementes | 2,900 kg (6,39 lb)                      | Amazônia | Vulnerável                   |                         | [ 125 ]     |
| Cacajao hosomi         | Uacari-preto ou carauri             | Frugívoro Sementes | 2,400 kg (5,29 lb) - 4,000 kg (8,82 lb) | Amazônia | Vulnerável                   |                         | [ 126 ]     |
| Cacajao melanocephalus | Uacari-preto ou caruari             | Frugívoro Sementes | 2,400 kg (5,29 lb) - 4,000 kg (8,82 lb) | Amazônia | Pouco preocupante            |                         | [ 127 ]     |
| Chiropotes albinasus   | Cuxiú-de-nariz-branco               | Frugívoro Sementes | 2,200 kg (4,85 lb) - 3,320 kg (7,32 lb) | Amazônia | Em perigo                    |                         | [ 128 ]     |
| Chiropotes chiropotes  | Cuxiú                               | Frugívoro Sementes | 3,000 kg (6,61 lb)                      | Amazônia | Pouco preocupante            |                         | [ 131 ]     |
| Chiropotes satanas     | Cuxiú-preto ou macaco-preto         | Frugívoro Sementes | 1,900 kg (4,19 lb) - 4,000 kg (8,82 lb) | Amazônia | Criticamente em perigo       |                         | [ 132 ]     |
| Chiropotes utahickae   | Cuxiú                               | Frugívoro Sementes | 2,950 kg (6,50 lb)                      | Amazônia | Em perigo                    |                         | [ 133 ]     |
| Pithecia albicans      | Parauaçú-branco ou acari            | Frugívoro Sementes | 3,000 kg (6,61 lb)                      | Amazônia | Vulnerável                   |                         | [ 134 ]     |
| Pithecia irrorata      | Parauaçú ou macaco-cabeludo         | Frugívoro Sementes | 2,160 kg (4,76 lb) - 2,920 kg (6,44 lb) | Amazônia | Pouco preocupante            |                         | [ 135 ]     |
| Pithecia monachus      | Parauaçú ou macaco-cabeludo         | Frugívoro Sementes | 1,300 kg (2,87 lb) - 2,500 kg (5,51 lb) | Amazônia | Pouco preocupante            |                         | [ 136 ]     |
| Pithecia pithecia      | Parauaçú-preto ou macaco-cabeludo   | Frugívoro Sementes | 0,780 kg (1,72 lb) - 2,500 kg (5,51 lb) | Amazônia | Pouco preocupante            |                         | [ 137 ]     |